# Список померлих 1992 року
Це список значимих людей, що померли 1992 року, упорядкований за датою смерті.

## Січень

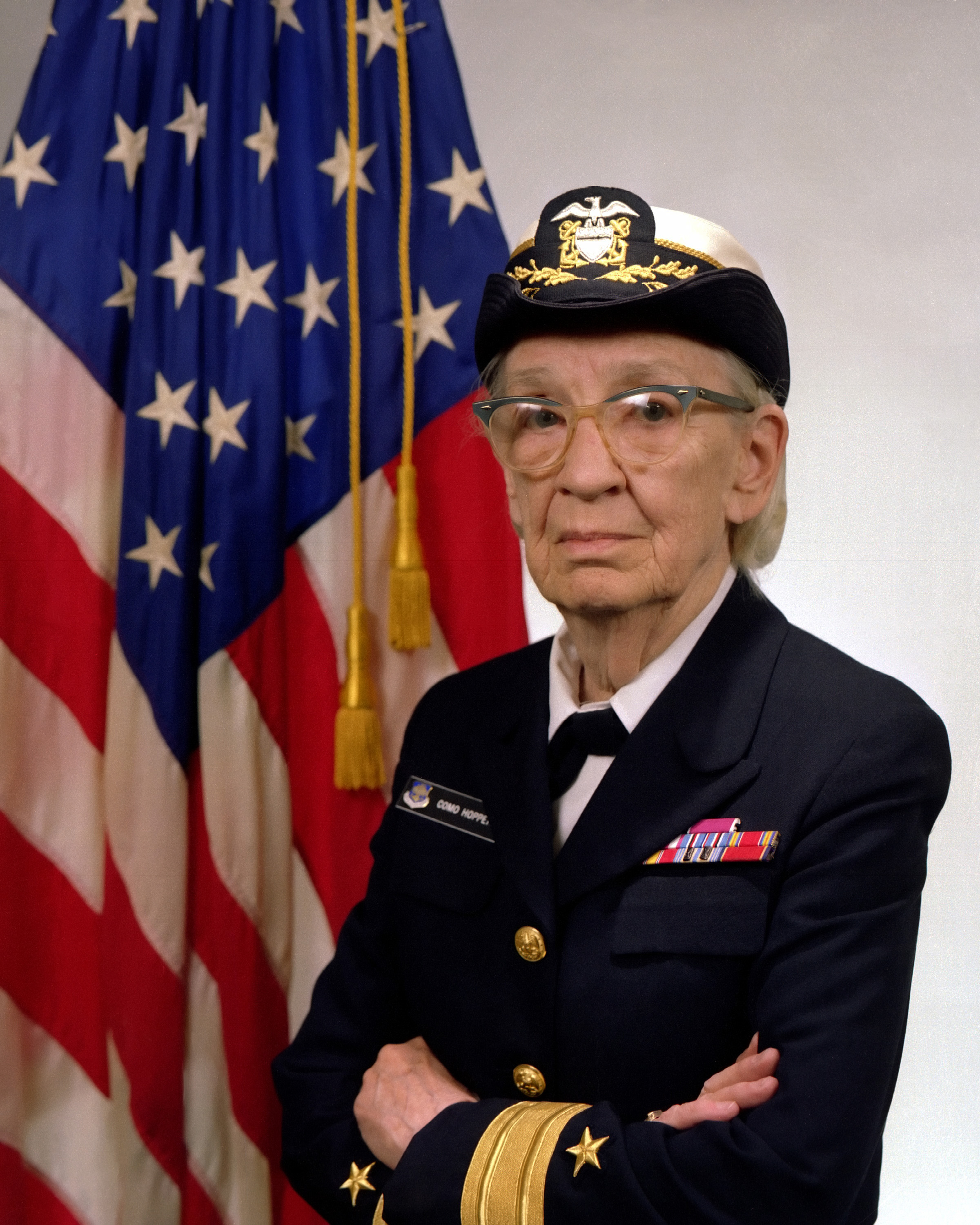
Ґрейс Гоппер
Дарія Ребет
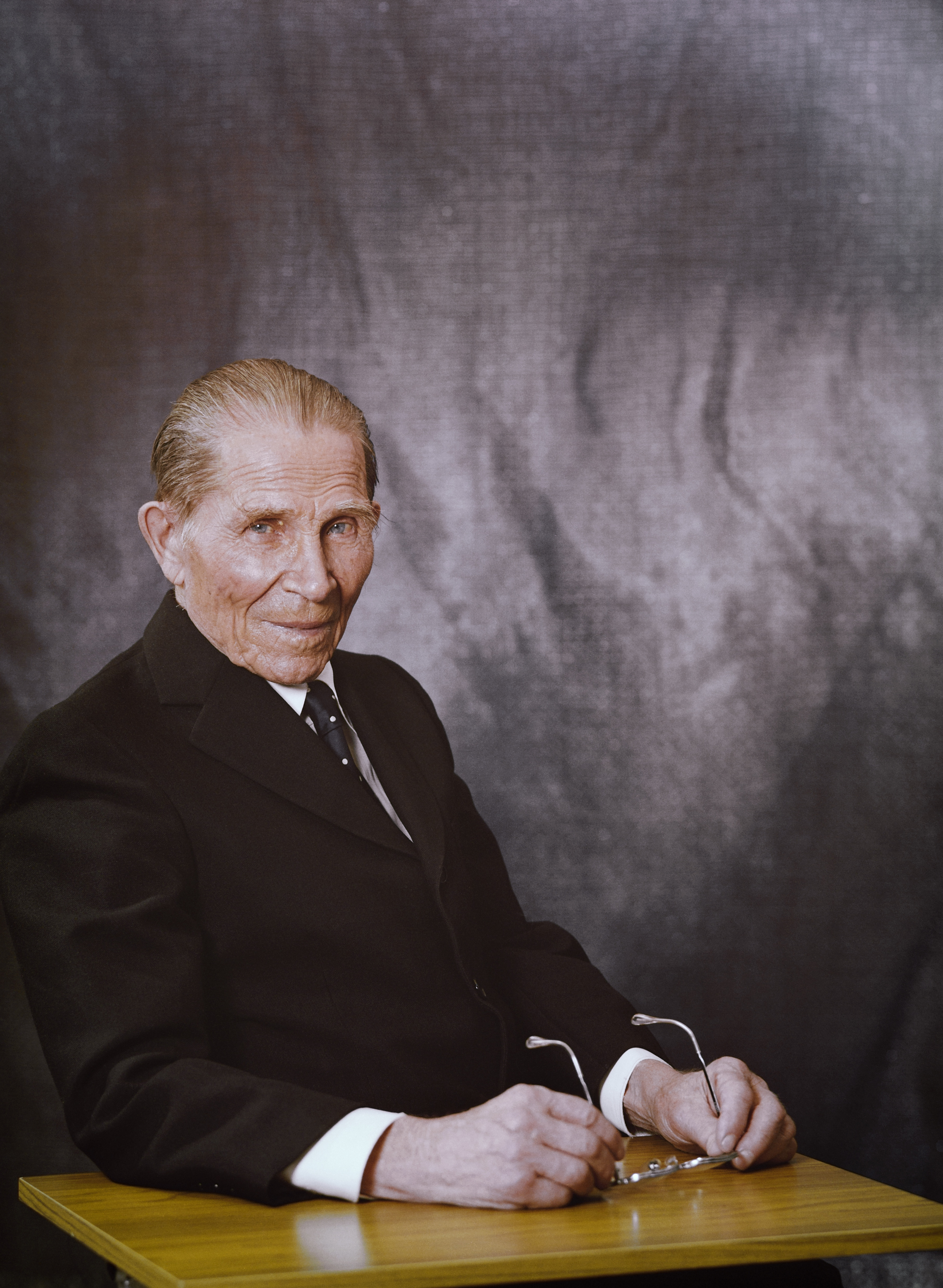
Арво Ільппе
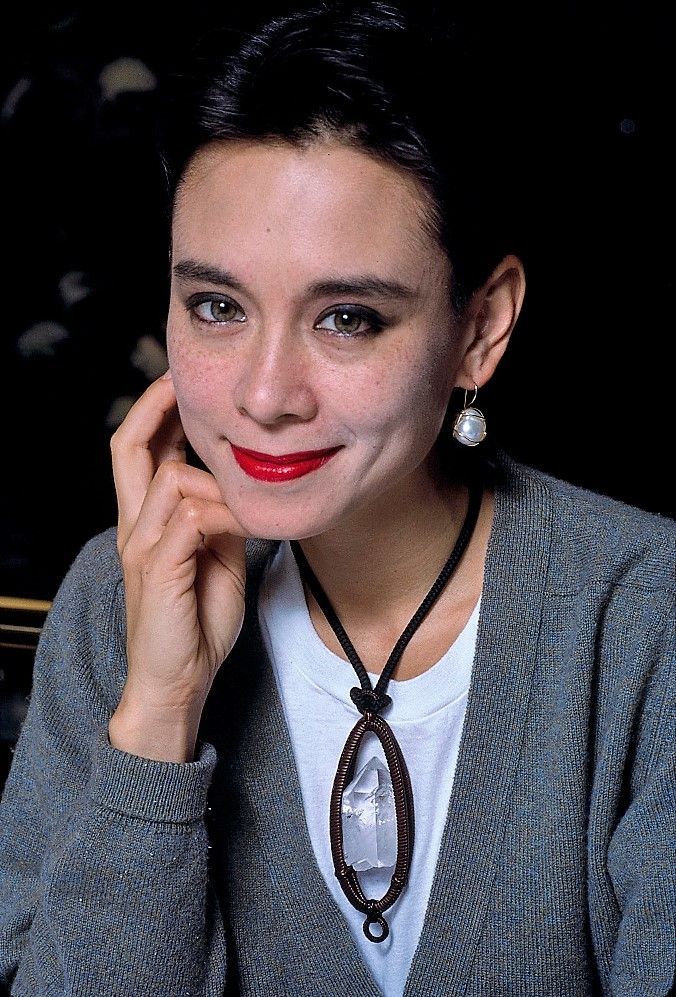
Тіна Чоу

1 січня — Ґрейс Гоппер, американська вчена в галузі комп'ютерних наук та контр-адмірал військово-морських сил США (*1906)
1 січня — Хамдам ас-Салтане Пехлеві, дочка шаха Ірану Рези Шаха Пехлеві (*1903)
2 січня — Жінет Леклерк, французька актриса (*1912)
3 січня — Джудіт Андерсон, австралійська і американська акторка (*1897)
3 січня — Єва Свободова, чеська актриса (*1907)
5 січня — Ребет Дарія Омелянівна, українська політична і громадська діячка, голова Проводу ОУНз (1979—1991), дружина Лева Ребета (*1913)
6 січня — Джон Д'Амато, американський мафіозі (*1940)
7 січня — Річард Гант, американський лялькар (*1951)
8 січня — Воскресенська Зоя Іванівна, радянська розвідниця і дитяча письменниця (*1907)
8 січня — Ентоні Доусон, шотландський актор (*1916)
8 січня — Абдеррахім Буабід, марокканський політик (*1922)
8 січня — Джонні Меєр, нідерландський акордеоніст (*1912)
8 січня — Зафар Ікбал, бангладешський актор, співак і борець за свободу (*1950)
8 січня — Муса Сабрі, єгипетський журналіст і головний редактор (*1925)
9 січня — Віранатакусумах VI, індонезійський чиновник і сунданський дворянин (*1911)
9 січня — Жозе Лаваль, французька колабораціоністка під час Другої світової війни (*1911)
11 січня — Едвард Янкарж, польський спідвейний гонщик і тренер зі спідвею (*1946)
11 січня — Фаек Хасан, іракський художник (*1914)
11 січня — Хуан Гілберто Фунес, аргентинський футболіст (*1963)
13 січня — Йозеф Некерманн, німецький вершник (*1912)
14 січня — Абашидзе Іраклій Віссаріонович, радянський грузинський поет, голова Верховної ради Грузинської РСР, академік (*1909)
15 січня — Ді Мюррей, англійський бас-гітарист (*1946)
16 січня — Карл-Густаф Ліндштедт, шведський комік і актор (*1921)
17 січня — Луїджі Дюран де ла Пенне, італійський військовик та політик (*1914)
18 січня — Єсарі Асим Арсой, турецький музикант (*1896)
19 січня — Анвар Аль Баба, сирійський актор (*1915)
19 січня — Манабендра Мухопадхяй, індійський співак і композитор у бенгальських фільмах (*1929)
21 січня — Ільченко Віктор Леонідович, російський радянський артист естради, виступав у дуеті з Романом Карцевим (*1937)
21 січня — Асадуззаман Хан, бангладешський політик (*1916)
21 січня — Бек Нан-а, південнокорейська співачка (*1925)
21 січня — Едді Мабо, корінний австралієць, борець за права корінного населення на землю в Австралії (*1936)
23 січня — Фредді Бартолом'ю, британський дитина-актор (*1924)
23 січня — Іен Вулф, американський актор (*1896)
24 січня — Лю Юньцяо, тайванський військовик і майстер бойових мистецтв (*1909)
24 січня — Пауло Вільяса, бразильський актор, журналіст, театральний режисер, викладач, публіцист, письменник, продюсер (*1933)
24 січня — Талія Шапіра, ізраїльська актриса, співачка, комедіантка та письменниця (*1946)
24 січня — Тіна Чоу, американська модель і дизайнер ювелірних виробів (*1950)
25 січня — Махмуд Ріад, єгипетський дипломат (*1917)
25 січня — Педро Лінарес, мексиканський художник (*1906)
26 січня — Хосе Феррер, американський актор з Пуерто-Рико, режисер (*1912)
26 січня — Алзіра Варгас, дочка президента Бразилії Жетулью Варгаса (*1914)
27 січня — Бхарат Бхушан, індійський актор у фільмах мовою хінді, сценарист і продюсер (*1920)
27 січня — Зе ду Прату, бразильський диктор родео (*1948)
28 січня — Сано Ріхеї, японський футболіст (*1899)
28 січня — Арво Ільппе, фінський лікар і професор педіатрії (*1887)
29 січня — Віллі Діксон, американський блюзовий музикант, автор текстів та продюсер (*1915)
29 січня — Ноер Алі, священнослужитель, національний герой Індонезії з народу бетаві (*1914)
31 січня — Мартін Хелд, німецький актор (*1908)

## Лютий

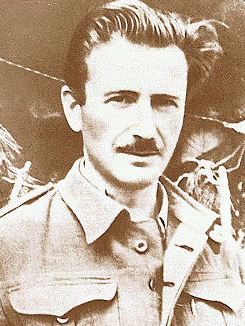
Маркос Вафіадіс

1 лютого — Жан Гамбургер, французький лікар і есеїст, член Французької академії (*1909)
1 лютого — Мохан Чоті, індійський актор (*1940)
4 лютого — Джон Денер, американський актор (*1915)
4 лютого — Марі Швермова, чеська і чехословацька комуністична політикиня (*1902)
5 лютого — Нікомед Санта Круз, перуанський співак (*1925)
6 лютого — Давид Марія Турольдо, італійський священник, богослов, філософ, письменник, поет і антифашист (*1916)
6 лютого — Лян Цібо, актор південнокантонської опери (*1904)
7 лютого — Колодій Василь Семенович, український поет, перекладач (*1922)
7 лютого — Базз Соєр, американський професійний борець (*1959)
7 лютого — Ельза Туракайнен, фінська актриса (*1904)
7 лютого — Лауріц Джонсон, норвезький прозаїк, дитячий письменник, радіо- та телеведучий (*1906)
7 лютого — Мевхібе Іненю, дружина 2-го президента Туреччини Ісмета Іненю (*1897)
7 лютого — Осканов Суламбек Сусаркулович, радянський і російський військовий льотчик, генерал-майор авіації (*1943)
8 лютого — Стенлі Армор Данем, дід по материнській лінії президента Сполучених Штатів Барака Обами (*1918)
10 лютого — Алекс Хейлі, американський письменник (*1921)
10 лютого — Йошіко Окада, японська акторка (*1902)
11 лютого — Рей Дантон, американський актор, режисер і продюсер (*1931)
12 лютого — Беп ван Клаверен, нідерландський боксер (*1907)
13 лютого — Боголюбов Микола Миколайович, радянський, український та російський математик і механік, фізик-теоретик (*1909)
14 лютого — Бойко Вадим Леонідович, український журналіст, народний депутат України (*1962)
14 лютого — Анжелік Петтіджон, американська акторка бурлеску (*1943)
14 лютого — Луїджі Гіррі, італійський фотограф (*1943)
15 лютого — Марія Елена Мояно, перуанська громадська активістка (*1958)
15 лютого — Даніель Коенс, бельгійський політик (*1938)
16 лютого — Аббас аль-Мусаві, богослов серед ліванських шиїтів, співзасновник і генеральний секретар Хізбалли (*1952)
16 лютого — Енджела Картер, британська феміністська письменниця, мовознавиця, журналістка (*1940)
16 лютого — Жаніу Квадрус, президент Бразилії у 1961 р. (*1917)
16 лютого — Оглоблин Олександр Петрович, український історик, архівіст та політичний діяч (*1899)
18 лютого — Філіппов Роман Сергійович, радянський актор театру і кіно (*1936)
18 лютого — Сільвен Арен, бельгійський астроном (*1902)
19 лютого — Н.С. Бендре, індійський художник (*1910)
19 лютого — Познер Володимир Соломонович, російський і французький поет, прозаїк, перекладач, журналіст, сценарист, літературний критик (*1905)
19 лютого — Сержіо Муріло, бразильський співак і композитор (*1941)
20 лютого — Мухаммед Асад, німецький журналіст, ісламський письменник, мислитель, пакистанський дипломат єврейського походження (*1900)
20 лютого — Дік Йорк, американський актор (*1928)
20 лютого — Хосе Луїс Мансано, іспанський кіноактор (*1962)
22 лютого — Тадеуш Ломницький, польський актор (*1927)
22 лютого — Авот Єшурун, ізраїльський поет (*1904)
22 лютого — Судірман Аршад, малайзійський співак, артист, композитор, письменник, художник-мультиплікатор, бізнесмен (*1954)
23 лютого — Маркос Вафіадіс, один з керівників Комуністичної партії Греції та грецького Опору проти потрійної німецько-італійсько-болгарської окупації 1941—1944 років, глава тимчасового демократичного уряду Греції (1947—1949) (*1906)
24 лютого — Хифзи Велдет Велідедеоглу, турецький юрист, академік, письменник і журналіст (*1904)
25 лютого — Рєзніков Віктор Михайлович, радянський російський композитор, поет-пісняр, виконавець (*1952)
26 лютого — Гонні Сі-Ісан, таїландська співачка (*1971)
26 лютого — Йован Яничєвич Бурдуш, югославський актор (*1932)
26 лютого — Олдер Казарре, бразильський актор і актор озвучування (*1935)
27 лютого — Альгірдас Греймас, литовский і французький лінгвіст, фольклорист та літературознавець (*1917)
27 лютого — Письменна Лариса Михайлівна, українська письменниця (*1914)
28 лютого — Тагі Зохурі, іранський актор і комік (*1913)
29 лютого — Шамші Калдаяков, казахський композитор, автор гімну Казахстану (*1930)
29 лютого — Ла Лупе, кубинська співачка (*1939)
29 лютого — Ференц Карінті, угорський прозаїк, драматург, журналіст, редактор і перекладач, а також чемпіон з водного поло (*1921)
29 лютого — Чеслав Новіцький, польський ведучий і журналіст (*1928)

## Березень

Євген Євстигнєєв
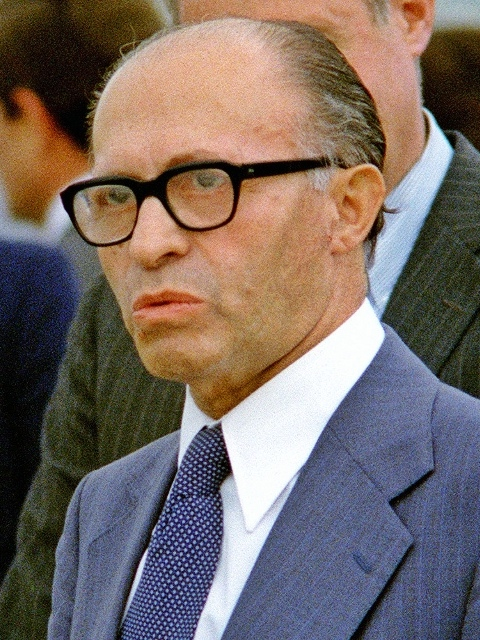
Менахем Беґін
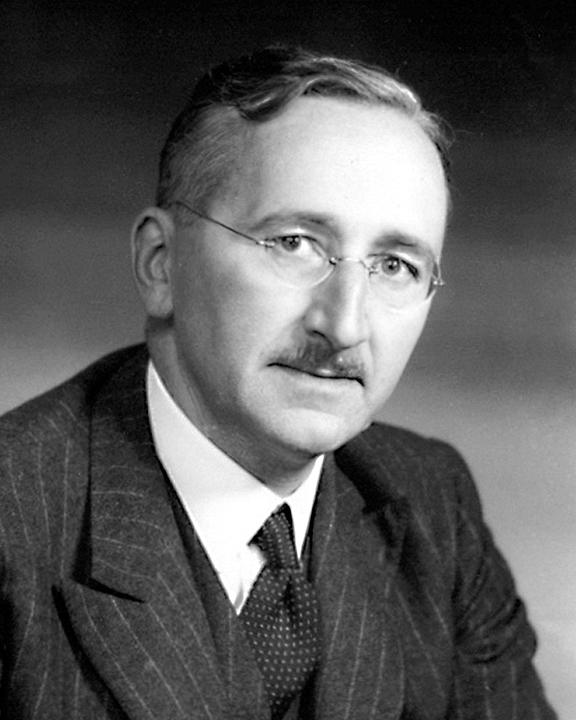
Фрідріх Гаєк
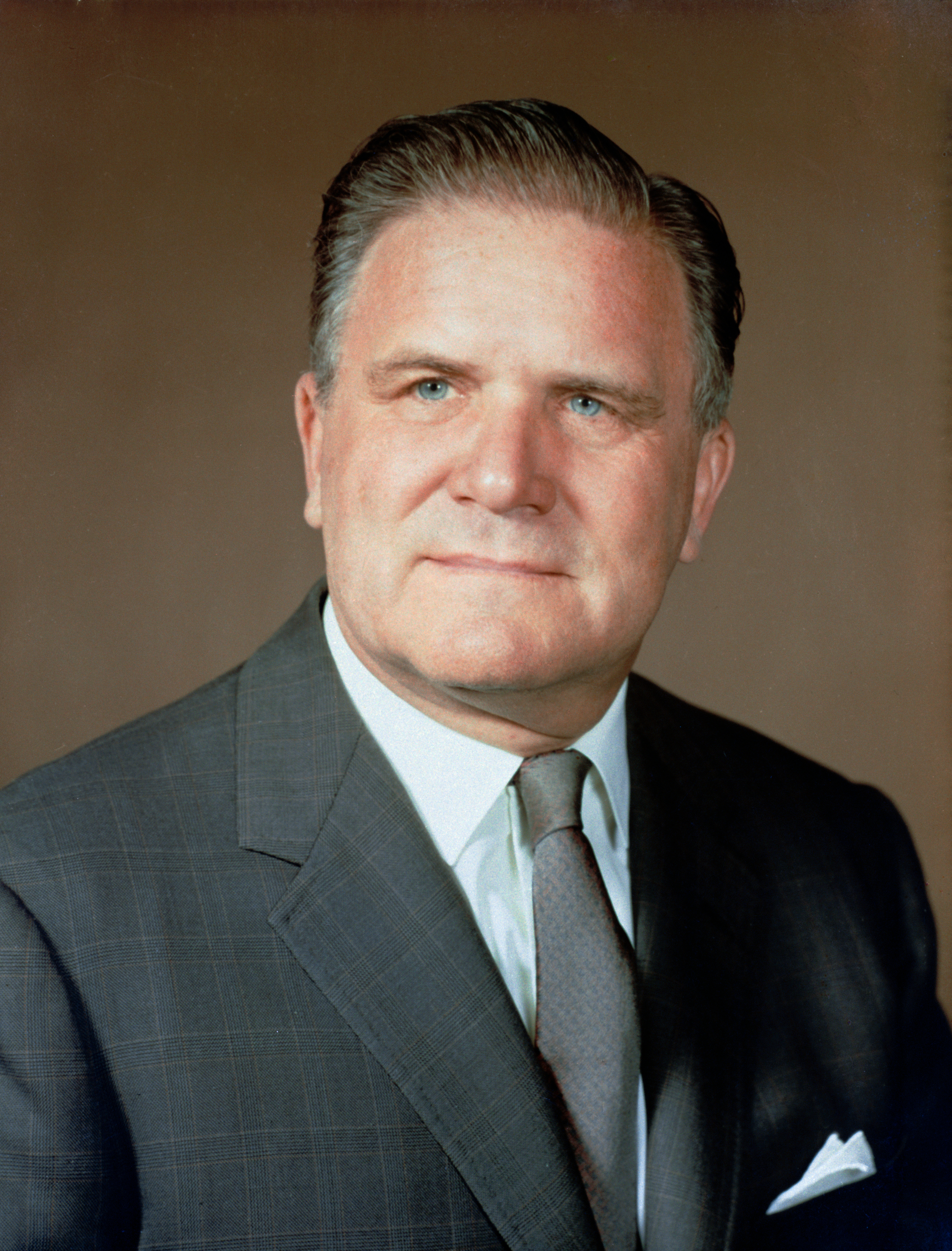
Джеймс Вебб

1 березня — Абла бінт Тахар, друга дружина короля Марокко Мохаммеда V і мати короля Хасана II (*1909)
2 березня — Кива Пилип Денисович, український радянський військовик, Герой Радянського Союзу (*1910)
2 березня — Сенді Денніс, американська акторка (*1937)
3 березня — Лелла Ломбарді, італійська автогонщиця Формули-1 (*1941)
3 березня — Сукумар Сен, індійський лінгвіст й історик бенгальської літератури (*1900)
4 березня — Євстигнєєв Євген Олександрович, радянський актор театру і кіно (*1926)
4 березня — Нестор Альмендрос, американський кінооператор і режисер-документаліст іспанського походження (*1930)
5 березня — Карін Хардт, німецька акторка (*1910)
6 березня — Марія Елена Вієйра да Сілва, португальсько-французька художниця-абстракціоніст (*1908)
6 березня — Г'ю Гібб, англійський барабанщик (*1916)
7 березня — Ґуннар Штренґ, шведський профспілковий лідер і політик (*1906)
7 березня — Паулу Мачаду де Карвалью, бразильський юрист і бізнесмен (*1901)
9 березня — Менахем Беґін, прем'єр-міністр Ізраїлю від 1977 до 1983 р., лауреат Нобелівської премії миру 1978 (*1913)
9 березня — Ян Хуймінь, китайська дівчина-скаут, учасниця битви за Шанхай 1937 року (*1915)
11 березня — Ласло Бенедек, угорський кінорежисер (*1905)
11 березня — Річард Брукс, американський кінорежисер, сценарист, продюсер, прозаїк (*1912)
12 березня — Сальво Ліма, італійський політик, мер Палермо (*1928)
13 березня — Сестра Дульсе, бразильська черниця та свята Католицької Церкви (*1914)
14 березня — Жан Пуаре, французький актор, комік, режисер, сценарист (*1926)
14 березня — Халід Аль-Роваїхі, саудівський футболіст (*1972)
16 березня — Щербаков Петро Іванович, радянський актор (*1929)
16 березня — Ван Реньчжун, китайський політик (*1917)
17 березня — Моніка Манн, німецька письменниця (*1910)
18 березня — Антоніо Моліна, іспанський співак копли та фламенко (*1928)
19 березня — Рісто Мекеля, фінський актор (*1924)
19 березня — Франциска Доннер, перша леді Південної Кореї з 1948 по 1960 рік, друга дружина першого президента Південної Кореї Лі Синмана (*1900)
19 березня — Чезаре Данова, італійський актор (*1926)
20 березня — Жорж Дельрю, французький композитор та музикант (*1925)
20 березня — Ліна Бо Барді, бразильська архітектор-модерніст італійського походження (*1914)
20 березня — Ішрат Рахмані, пакистанський критик, дослідник, драматург, історик і перекладач (*1910)
21 березня — Джон Айрленд, канадсько-американський актор і кінорежисер (*1914)
22 березня — Артур Кронквіст, американський ботанік, автор таксономічної системи класифікації квіткових рослин (*1919)
23 березня — Фрідріх Гаєк, австро-британський економіст, лауреат Нобелівської премії з економіки 1974 (*1899)
25 березня — Ненсі Вокер, американська акторка (*1922)
25 березня — Тахія Абдель Насер, дружина президента Єгипту Гамаля Абделя Насера (*1920)
27 березня — Гаральд Северуд, норвезький композитор (*1897)
27 березня — Джеймс Вебб, американський урядовець, заступник держсекретаря у 1949—1952 р., адміністратор NASA з 1961 по 1968 р. (*1906)
27 березня — Ленг Генкок, австралійський залізорудний магнат (*1909)
28 березня — Елізабет Граннеман, норвезька співачка, авторка пісень, дитяча письменниця та актриса (*1930)
29 березня — Джон Спенсер, 8-й граф Спенсер, англійський аристократ, політик і військовий; батько принцеси Вельської Діани (*1924)
29 березня — Пол Генрейд, австрійський і американський актор і режисер (*1908)
30 березня — Луїджі Де Лаурентіс, італійський кінопродюсер (*1917)

## Квітень

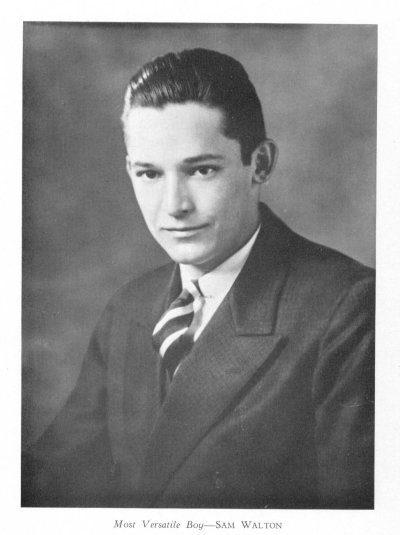
Сем Волтон
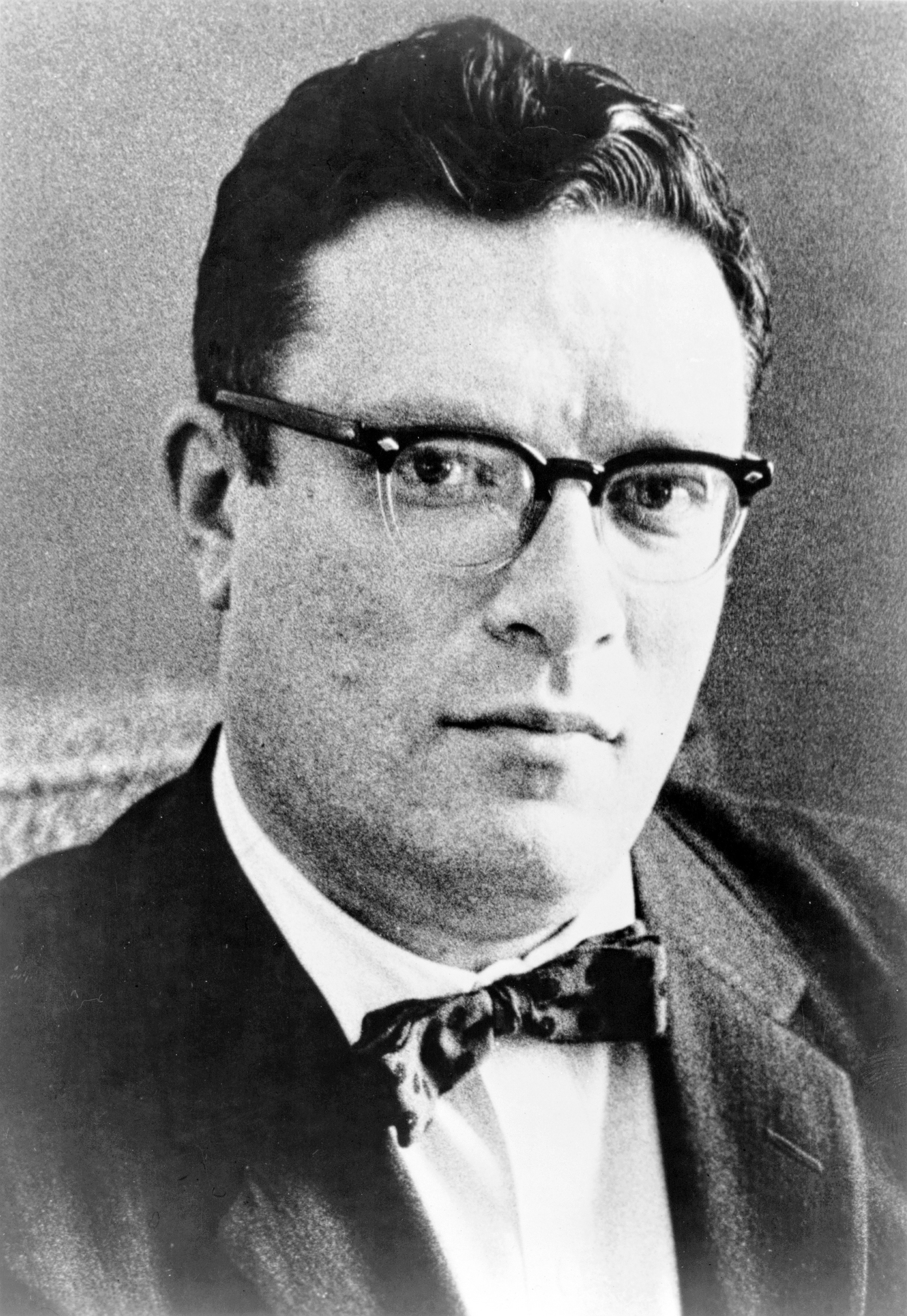
Айзек Азімов
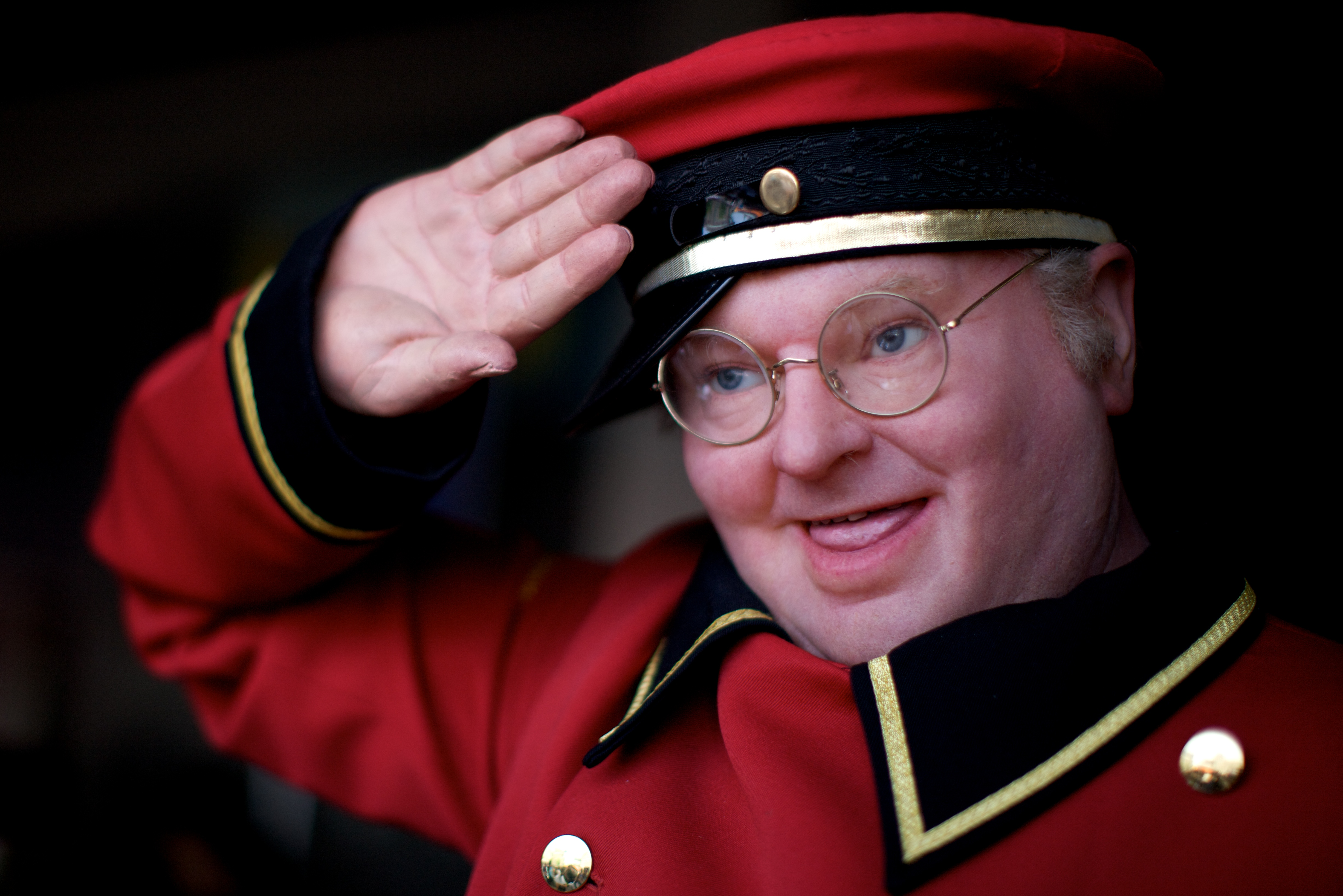
Бенні Гілл (воскова фігура)
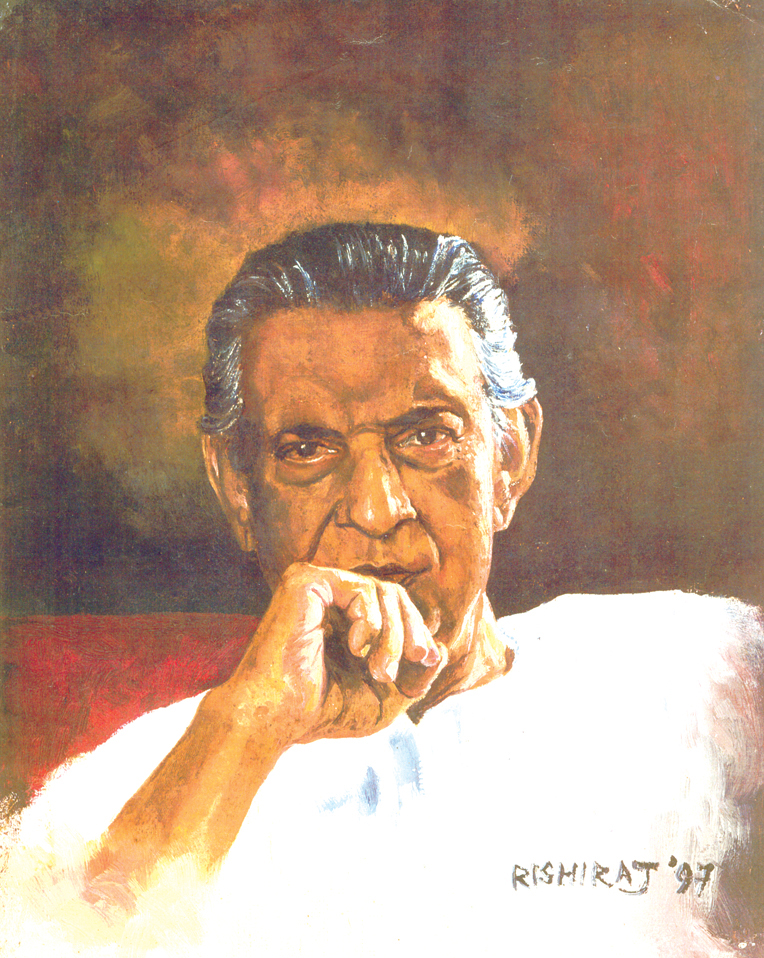
Сатьяджит Рай
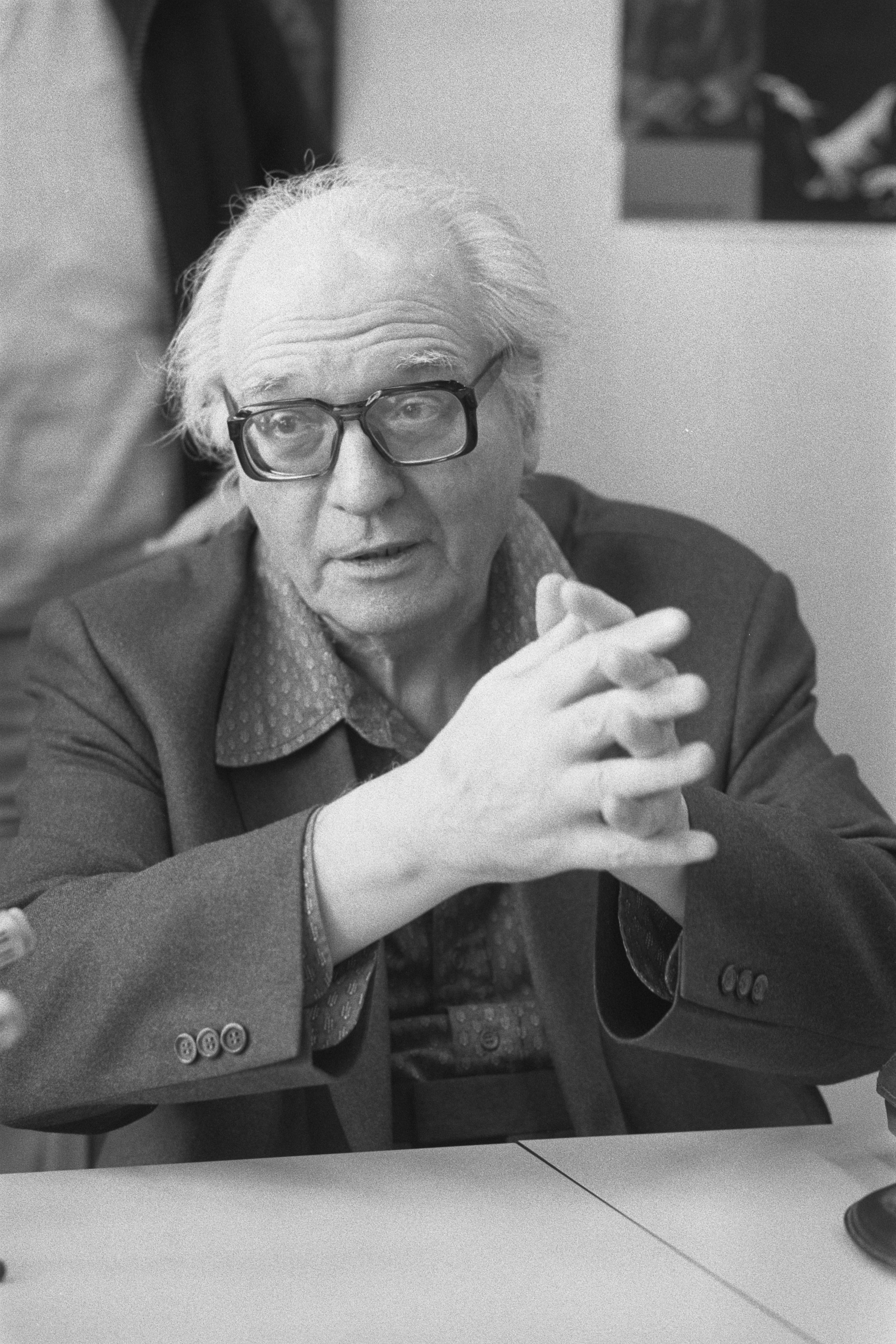
Олів'є Мессіан
Френсіс Бекон
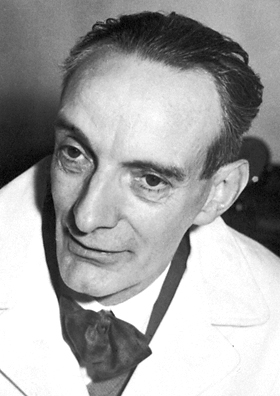
Данієле Бове
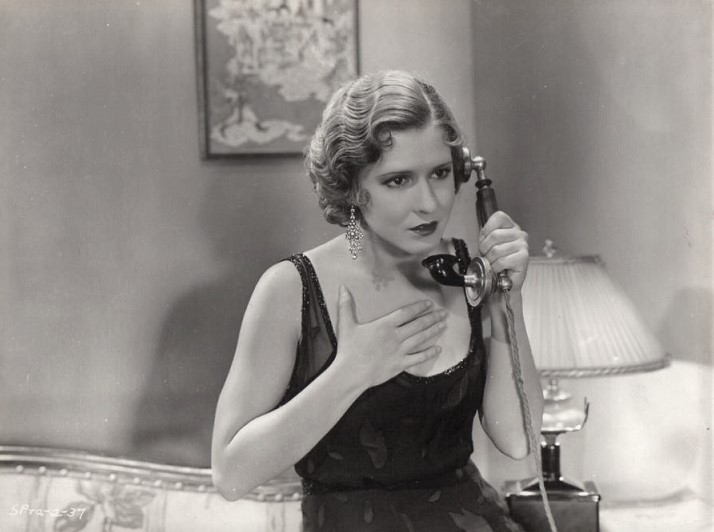
Мей Кларк

1 квітня — Вальтер Андреас Шварц, німецький співак, автор пісень, письменник, артист кабаре, перекладач, автор і радіооповідач (*1913)
1 квітня — Карло Штайнер, австрійсько-югославський комуністичний активіст (*1902)
2 квітня — Хуан Гомес Гонсалес, іспанський футболіст (*1954)
2 квітня — Томісабуро Вакаяма, японський актор (*1929)
3 квітня — Дона Бранка, бразильська лихварка (*1902)
4 квітня — Самуель Решевський, американський шахіст єврейського походження (*1911)
4 квітня — Артур Рассел, американський віолончеліст, композитор, продюсер, співак і музикант (*1951)
4 квітня — Салгейру Майя, португальський військовий, учасник Революції гвоздик (*1944)
5 квітня — Іноуе Такесі, японський футболіст (*1928)
5 квітня — Сем Волтон, американський бізнесмен, засновник мережі магазинів Walmart (*1918)
5 квітня — Антоніо Маркос, бразильський співак, композитор, комік і актор (*1945)
6 квітня — Айзек Азімов, американський письменник, професор біохімії, популяризатор науки, один з найвідоміших майстрів наукової фантастики (*1920)
7 квітня — Ян Кьонджон, корейський солдат, який служив у лавах японської імператорської армії, частинах РСЧА та Вермахту (*1920)
8 квітня — Данієле Бове, італійський фармаколог швейцарського походження (*1907)
9 квітня — Альфред Шклярський, польський письменник (*1912)
10 квітня — Пітер Денніс Мітчелл, британський біохімік, лауреат Нобелівської премії з хімії 1978 (*1920)
11 квітня — Алехандро Обрегон, колумбійсько-іспанський художник і скульптор (*1920)
12 квітня — Властіміл Гашек, чеський актор (*1928)
12 квітня — Сіндзіро Ямамура, японський політик (*1933)
13 квітня — Феза Гюрсі, турецький фізик і математик (*1921)
13 квітня — Чень Сіньфа, тайванський злочинець (*?)
16 квітня — Невілл Бранд, американський військовик і актор (*1920)
16 квітня — Сінан Кукул, турецький лівий революціонер (*1956)
17 квітня — Чернишов Аркадій Іванович, радянський футболіст і хокеїст, хокейний тренер (*1914)
18 квітня — Соедіро, індонезійський педагог і урядовець (*1911)
20 квітня — Бенні Гілл, англійський актор, комік та співак (*1924)
21 квітня — Вяйне Лінна, фінський письменник (*1920)
21 квітня — Юст Ернест Ервінович, радянський футболіст та тренер угорського походження (*1927)
21 квітня — Великий князь Володимир Кирилович, глава Дому Романових з 1938 р. (*1917)
21 квітня — Бадр ад-Дін Джамджум, єгипетський актор-комік палестинського походження (*1934)
22 квітня — Кан Кецін, китайська політикиня, дружина революціонера Чжу Де (*1911)
22 квітня — Харсоно Тьокроаміното, індонезійський політик і дипломат (*1912)
23 квітня — Сатьяджит Рай, бенгальський індійський режисер кіно, сценарист, дитячий письменник, композитор, продюсер, видавець, кінокритик, ілюстратор (*1921)
23 квітня — Ронні Бакнам, американський автогонщик (*1936)
23 квітня — Хайме Руеда, колумбійський злочинець (*1956)
25 квітня — Омар Бахаа Аль-Дін Аль-Амірі, сирійський поет і дипломат (*1916)
25 квітня — Ютака Озакі, японський музикант (*1965)
26 квітня — Джек Данфі, американський прозаїк і драматург (*1914)
27 квітня — Джерард О'Нілл, американський фізик (*1927)
27 квітня — Олів'є Мессіан, французький композитор, органіст, музичний теоретик, педагог (*1908)
28 квітня — Френсіс Бекон, британський художник-експресіоніст ірландського походження (*1909)
28 квітня — Голам Хоссейн Садігі, іранський політик (*1905)
28 квітня — Хасан ас-Сенуссі, спадкоємний принц Королівства Лівія з 1956 по 1969 р. (*1928)
29 квітня — Мей Кларк, американська актриса (*1910)
29 квітня — Янош Дері, угорський публіцист, репортер, телеведучий, редактор, а також інженер-механік (*1951)
30 квітня — Ага, індійський актор Боллівуду (*1914)
30 квітня — Айсберг Слім, американський сутенер, який згодом став письменником (*1918)
30 квітня — Кацуо Осугі, японський бейсболіст (*1945)
30 квітня — Тойво Керкі, фінський композитор, музикант, музичний продюсер та аранжувальник (*1915)

## Травень

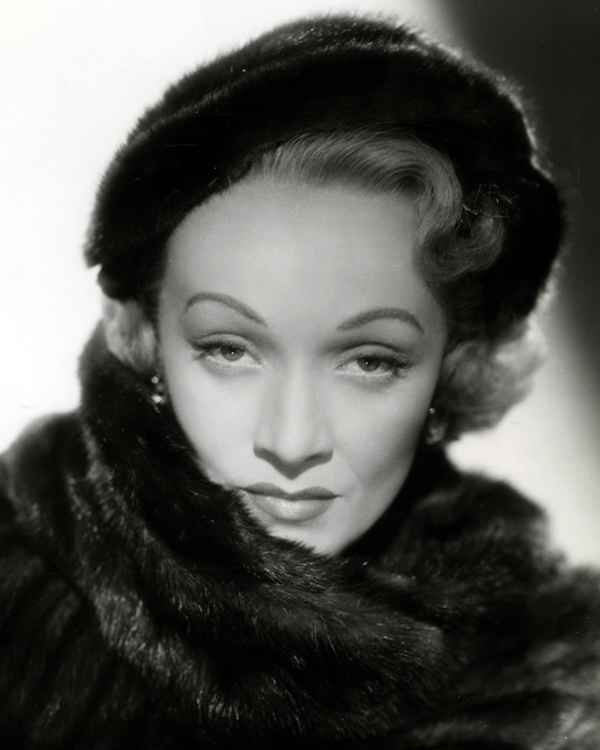
Марлен Дітріх
Сергій Образцов
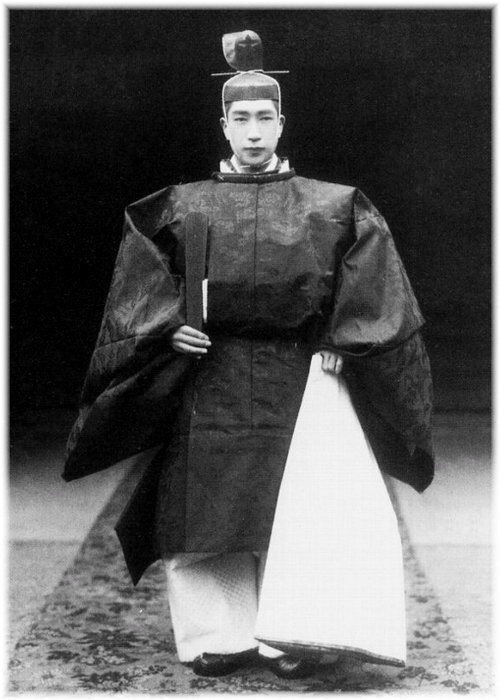
принц Цунейоші Такеда
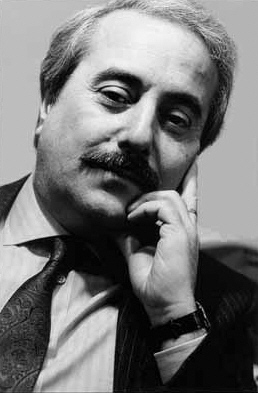
Джованні Фальконе
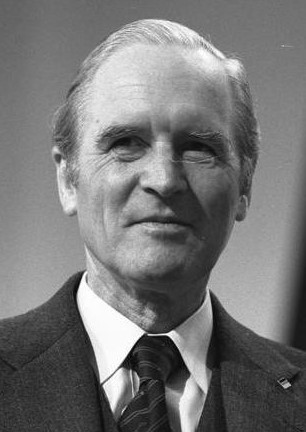
Карл Карстенс

1 травня — Шигеакі Коіке, японський гравець сьоґі (*1947)
2 травня — Мухаммад Хусейн Зайдан, саудівський письменник, поет, історик і філософ (*1906)
3 травня — Вільма Дегішер, австрійська акторка (*1911)
3 травня — Джордж Мерфі, американський танцюрист, актор і політик-республіканець (*1902)
4 травня — Анрі Гіймен, французький літературознавець, історик, лектор, полеміст, радіо- та телеведучий (*1903)
5 травня — Єсеніна Тетяна Сергіївна, дочка російського поета Сергія Єсеніна та Зінаїди Райх, журналістка та письменниця (*1918)
5 травня — Жан-Клод Паскаль, французький співак (*1927)
5 травня — Рамон Муттіс, аргентинський футболіст (*1899)
6 травня — Гастон Рейфф, бельгійський легкоатлет (*1921)
6 травня — Марлен Дітріх, німецько-американська акторка, співачка, естрадна артистка, музикантка (*1901)
8 травня — Образцов Сергій Володимирович, російський актор, режисер лялькового театру (*1901)
8 травня — Отто Шиманек, чехословацький актор (*1925)
10 травня — Анджей Валігурський, польський актор, поет, сатирик, журналіст (*1926)
11 травня — Ізумі Таку, японський композитор і політик (*1930)
11 травня — принц Цунейоші Такеда, член японської імператорської родини (*1909)
12 травня — Аватеф Юссеф, єгипетська актриса і танцівниця (*1930)
12 травня — Жаклін Майлан, французька акторка (*1923)
12 травня — Ленні Монтана, американський актор (*1926)
12 травня — Роберт Рід, американський актор (*1932)
13 травня — Ванда Руткевич, польська альпіністка (*1943)
13 травня — Аттіла Надь, угорський актор театру, кіно та телебачення (*1933)
13 травня — Давон Кан, корейсько-американський інженер-електрик і винахідник (*1931)
13 травня — Муралідхар Даттатрея Деврас, індійський політичний активіст, лідер Раштрія сваямсевак санґх (*1917)
14 травня — Данте Пергреффі, італійський басист (*1961)
14 травня — Лайл Альзадо, американський професійний футболіст (*1949)
14 травня — Не Жунчжень, маршал Китайської Народної Республіки (*1899)
14 травня — Сехер Шеніз, турецька актриса, танцівниця та фотомодель (*1948)
16 травня — Маріса Мелл, австрійська акторка (*1939)
16 травня — Чаліно Санчес, мексиканський співак і композитор (*1960)
17 травня — Лоренс Велк, американський музикант, акордеоніст та імпресаріо (*1903)
18 травня — Маршалл Томпсон, американський актор (*1925)
19 травня — Бруно Прадаль, французький кіноактор (*1949)
19 травня — Кім Ір Хун, корейський вчений-медик, лікар східної медицини, травник, борець за незалежність, неоконфуціанець, філософ, політик (*1909)
21 травня — Ян Спаррінг, шведський співак і боксер-любитель (*1930)
22 травня — Тоні Аккардо, американський бандит (*1906)
23 травня — загиблі внаслідок Вибуху в Капачі:
- Джованні Фальконе, італійський магістрат (прокурор і суддя), борець із Коза Ностра (*1939)
- Франческа Морвільо[it], італійська суддя, його дружина (*1945)
- Антоніо Монтінаро[it], італійський поліцейський (*1962)
- Віто Скіфані[it], італійський поліцейський (*1965)
- Рокко Дічілло[it], італійський поліцейський (*1962)

23 травня — Атауальпа Юпанкі, аргентинський співак, автор пісень, гітарист і письменник (*1908)
24 травня — Ханако Ямада, японська художниця манги (*1967)
25 травня — Гришин Віктор Васильович, радянський партійний і державний діяч, 1-й секретар Московського міськкому КПРС (1967—1985), член Політбюро ЦК КПРС (1971—1986) (*1914)
27 травня — Матіко Хасегава, японська художниця манги (*1920)
28 травня — Фуміо Фудзімура, японський бейсбольний гравець (*1916)
30 травня — Карл Карстенс, президент Західної Німеччини з 1979 по 1984 р. (*1914)
30 травня — Міцухару Іноуе, японський письменник (*1926)
31 травня — Іосу Експозіто, іспанський музикант (*1960)

## Червень

Рафаель Ороско Маестре
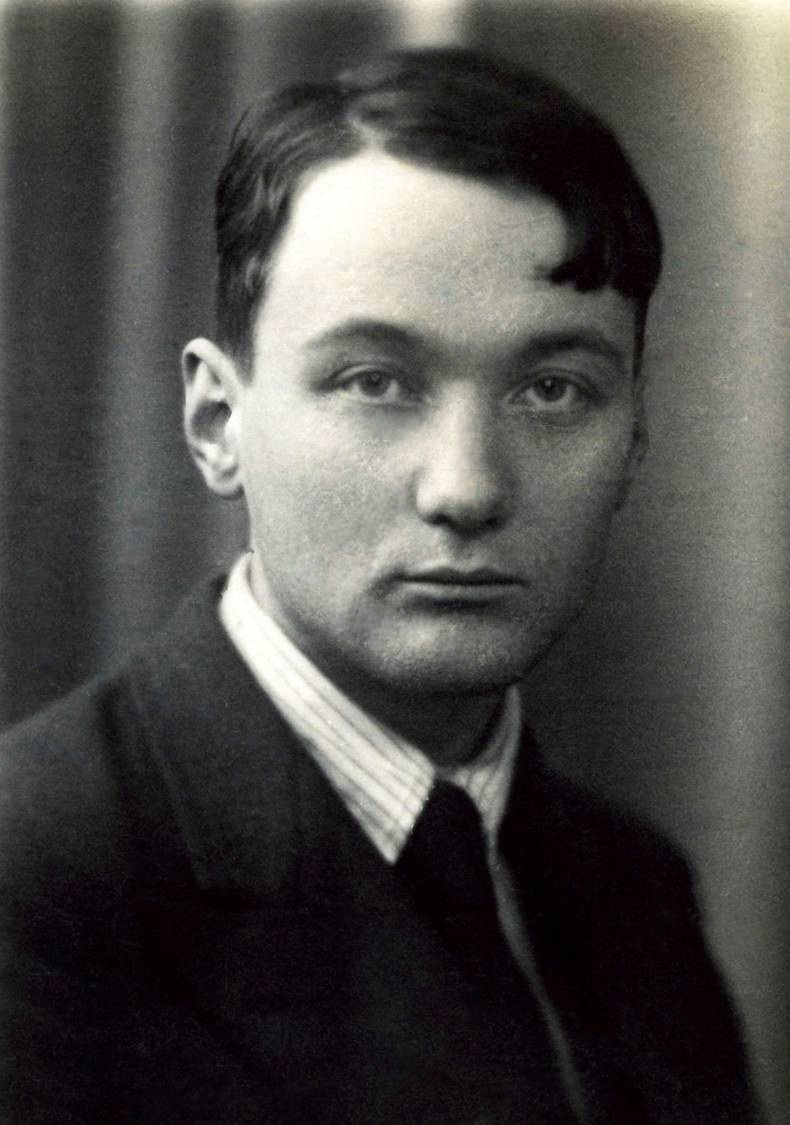
Лев Гумільов
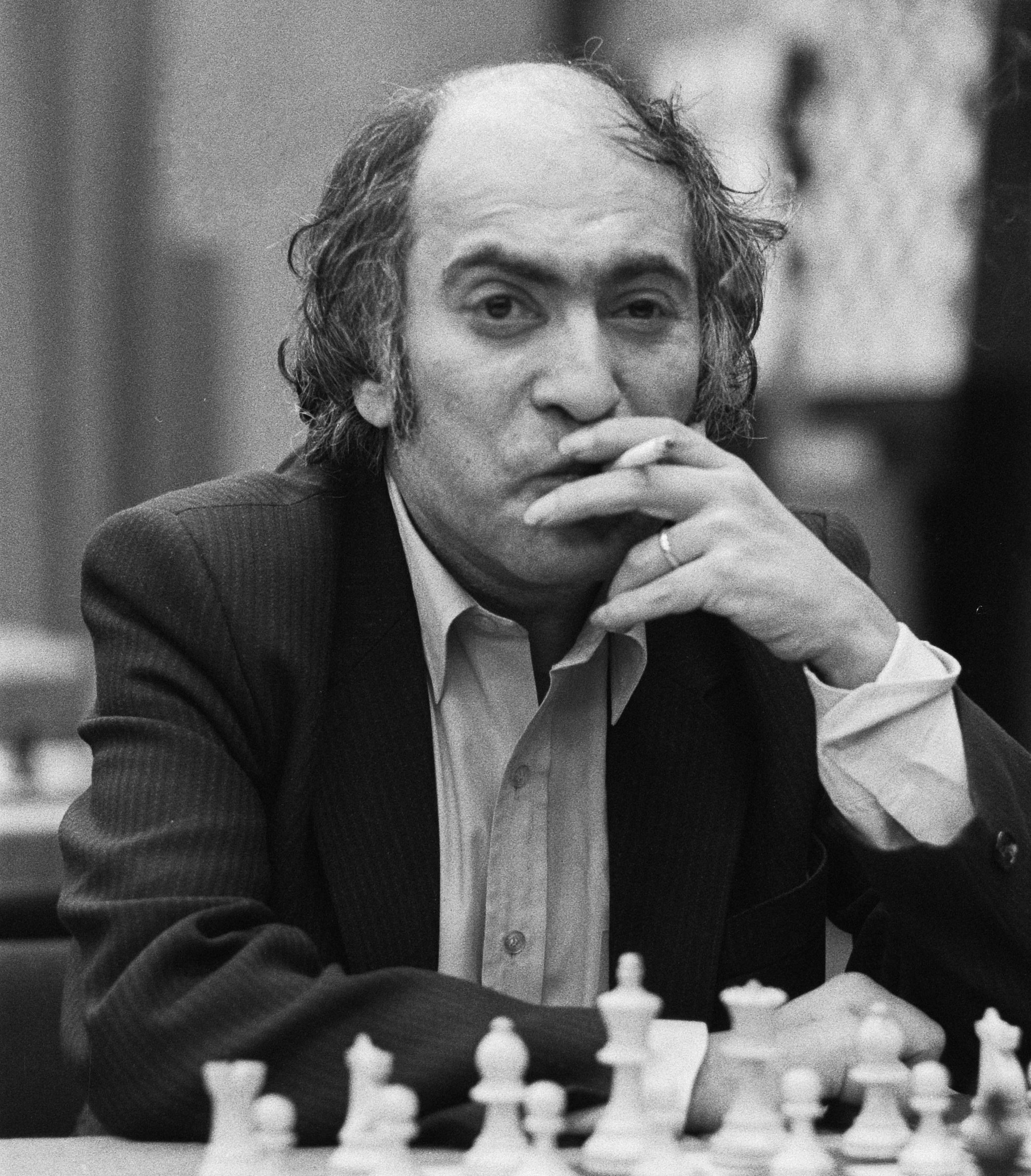
Михайло Таль
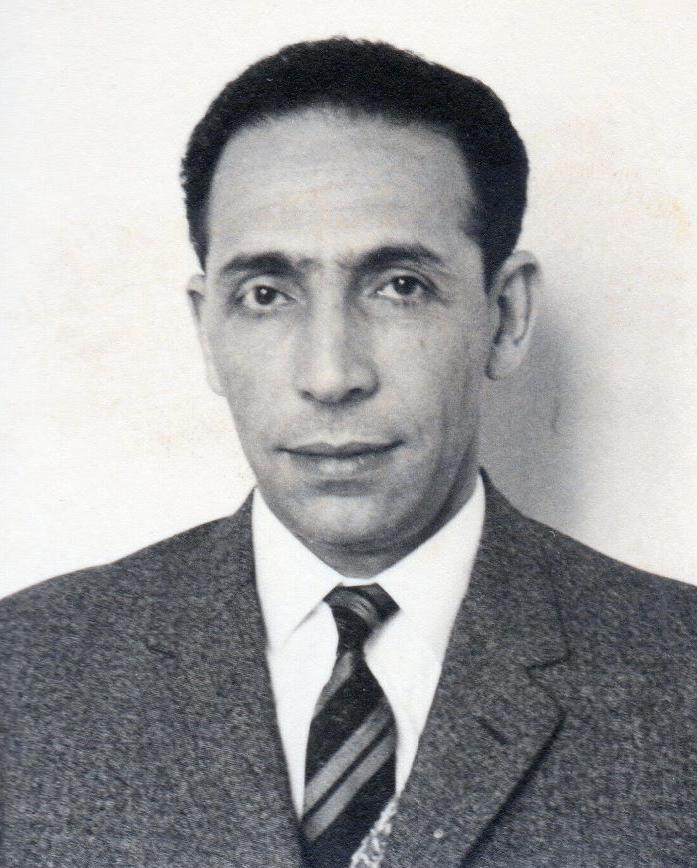
Мухаммед Будіаф
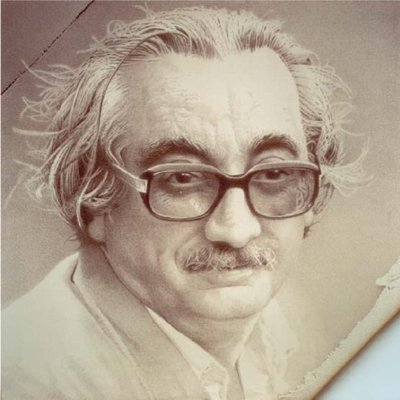
Жуан Фусте
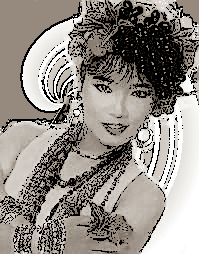
Пумпуанг Дуангчан

2 червня — Ахтар Хусейн, пакистанський учений, журналіст і лексикограф (*1912)
3 червня — Роберт Морлі, англійський актор (*1908)
3 червня — Ахтар Хусейн Джафрі, пакистанський поет урду (*1932)
4 червня — Сіддхічаран Шрестха, непальський письменник (*1912)
5 червня — Лоуренс Нейсміт, англійський актор (*1908)
6 червня — Вернер Крейндль, австрійський актор (*1927)
6 червня — Гао Ян, тайванський письменник (*1922)
6 червня — Мартін Гудмен, американський видавець (*1908)
8 червня — Сакае Оба, офіцер японської імператорської армії під час Другої світової війни (*1914)
8 червня — Тедді Нельсон, норвезький виконавець кантрі-музики (*1939)
8 червня — Фараг Фода, єгипетський професор, письменник і правозахисник (*1945)
9 червня — Праното Рексосамодра, індонезійський військовик (*1923)
10 червня — Хачідай Накамура, японський автор пісень і джазовий піаніст (*1931)
11 червня — Рафаель Ороско Маестре, колумбійський співак та композитор (*1954)
13 червня — Пумпуанг Дуангчан, таїландська співачка та акторка (*1961)
13 червня — Ремзіє Гісар, турецька учена-хімік (*1902)
15 червня — Гумільов Лев Миколайович, радянський та російський географ, тюрколог й історик-етнолог, перекладач із перської мови, асновник пасіонарної теорії етногенезу (*1912)
15 червня — Маняк Володимир Антонович, український письменник, громадський діяч, дослідник Голодомору (*1934)
17 червня — Гамед Гохар, єгипетський океанограф, морський біолог, телеведучий (*1907)
17 червня — Ахмед Аль-Хаддад, єгипетський комік (*1928)
18 червня — Шульгін Віктор Сергійович, радянський актор театру і кіно (*1921)
18 червня — Задорнов Микола Павлович, російський радянський письменник, сценарист, батько письменника-сатирика Михайла Задорнова (*1909)
18 червня — Пітер Аллен, австралійський співак, автор пісень, музикант і артист (*1944)
18 червня — Януш Крук, польський музикант (*1946)
19 червня — Кетлін Маккейн-Годфрі, британська тенісистка (*1896)
19 червня — Лінь Юеюнь, тайванська легкоатлетка (*1915)
21 червня — Жуан Фусте, валенсійський письменник, що писав переважно каталанською мовою (*1922)
21 червня — Лі Сяньнянь, китайський державний і політичний діяч, голова КНР у 1983—1988 роках, один з «Восьми Безсмертних КПК» (*1909)
22 червня — Сокульський Іван Григорович, український поет, правозахисник, громадський діяч (*1940)
22 червня — Нг Мін Юм, гонконгський політик і письменник (*1955)
23 червня — Німет Невзад Ханим, п'ята і остання дружина султана Османської імперії Мехмеда VI (*1902)
24 червня — Леман Акчатепе, турецька актриса (*1914)
25 червня — Джеймс Стерлінг, британський архітектор (*1926)
25 червня — Джером Браун, гравець в американський футбол (*1965)
26 червня — Бадді Роджерс, американський професійний борець (*1921)
26 червня — Джон Джейкоб Астор VI, американський світський лев, бізнесмен і член родини Асторів (*1912)
26 червня — Пак Касур, індонезійський освітній діяч (*1912)
27 червня — Абдель Салам Мохамед, єгипетський актор (*1934)
27 червня — Георг Арлін, шведський кіноактор (*1916)
28 червня — Таль Михайло Нехемійович, радянський та латвійський шахіст, восьмий чемпіон світу з шахів (*1936)
28 червня — Джозеф Лібготт, американський військовик (*1915)
28 червня — Елізабет Браян Аллен, американська актриса (*1904)
28 червня — Цянь Саньцян, китайський фізик-ядерник, «батько китайської атомної бомби» (*1913)
29 червня — Мухаммед Будіаф, алжирський політичний лідер та один із засновників Фронту національного визволення, голова Вищої державної ради Алжиру у 1992 р. (*1919)

## Липень

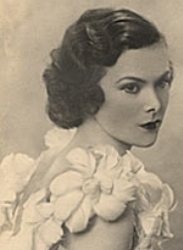
Енн Парсонс, графиня Россе
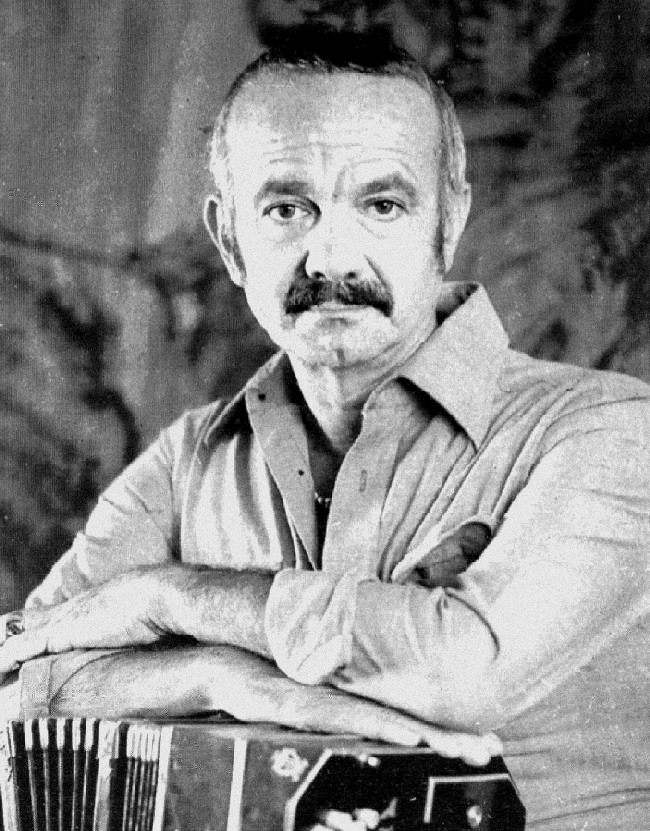
Астор П'яццола
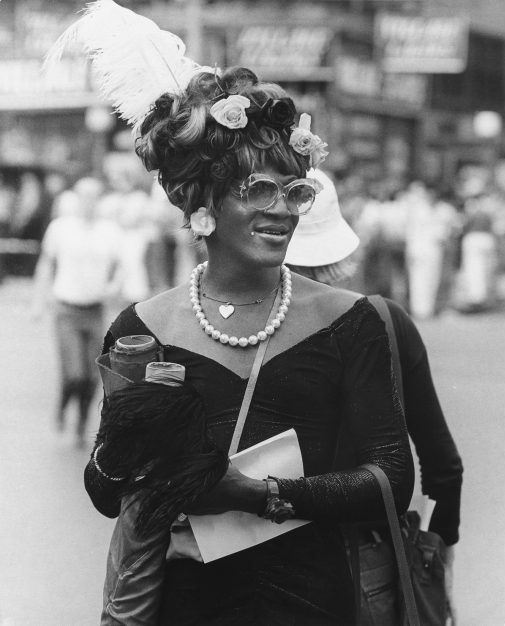
Марша П. Джонсон
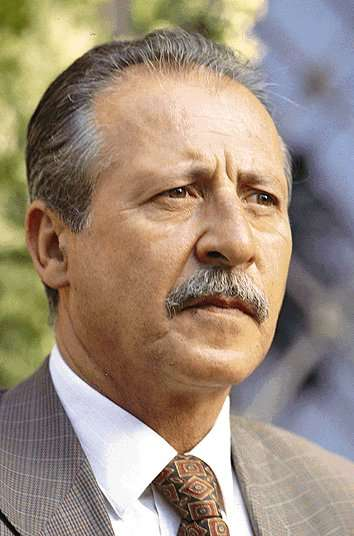
Паоло Борселліно
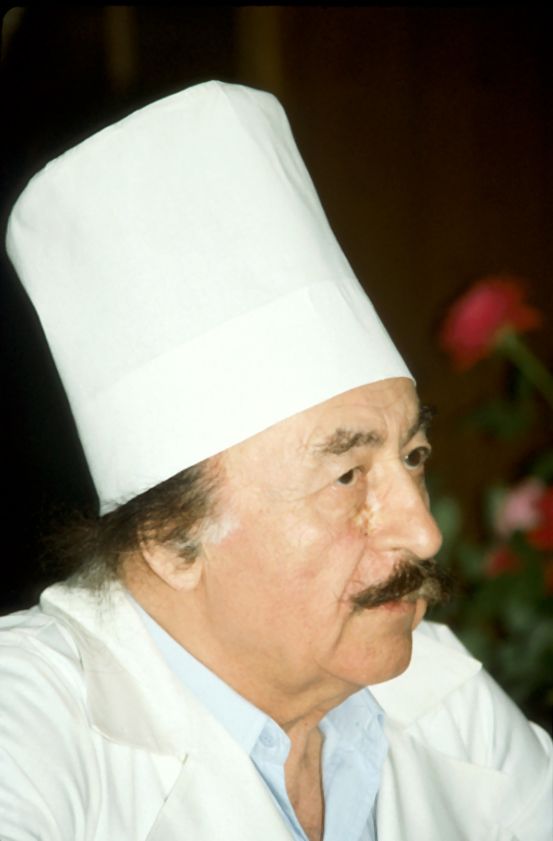
Гаврило Ілізаров

1 липня — Франко Крістальді, італійський кінопродюсер (*1924)
1 липня — Сулейман Амірат, алжирський революціонер і політик (*1929)
2 липня — Борислав Пекич, чорногорський письменник, прозаїк, драматург, сценарист, науковець (*1930)
2 липня — Камарон де ла Ісла, іспанський співак фламенко циганського походження (*1950)
2 липня — Жак Верльє, швейцарський актор (*1933)
3 липня — Гуннар Арпі, шведський професор і ректор Стокгольмської школи економіки (*1919)
3 липня — Енн Парсонс, графиня Россе, англійська світська левиця і співзасновниця Вікторіанського товариства (*1902)
3 липня — Яап Валькхофф, нідерландський музикант (*1910)
4 липня — Астор П'яццола, аргентинський композитор, виконавець на бандонеоні (*1921)
4 липня — Джатікоесоемо, індонезійський військовик, міністр і дипломат (*1917)
4 липня — Целіковська Людмила Василівна, радянська актриса театру і кіно (*1919)
5 липня — Карлос Зефіро, бразильський каритатурист і художник коміксів (*1921)
6 липня — Сафонов Всеволод Дмитрович, радянський російський актор театру та кіно (*1926)
6 липня — Марша П. Джонсон, американська ЛГБТ-активістка, драг-квін (*1945)
7 липня — Жозеф Бартель, люксембурзький легкоатлет, бігун на середні дистанції (*1927)
7 липня — Северина Шмаглевська, польська письменниця (*1916)
7 липня — Сімха Бунім Альтер, шостий ребе хасидської династії Гер (*1898)
10 липня — Альберт П'єрпойнт, англійський кат (*1905)
10 липня — Ахмед Фуад, єгипетський режисер (*1931)
11 липня — Ден Інчао, китайська комуністична політикиня (*1904)
11 липня — Костянтин Пірвулеску, румунський комуністичний політик (*1895)
12 липня — Хамід Реза Пехлеві, син шаха Ірану Рези Шаха Пехлеві, зведений брат шаха Ірану Мохаммеда Рези Пехлеві (*1932)
13 липня — Генріх Ебербах, німецький воєначальник, генерал танкових військ Вермахту (*1895)
13 липня — Іцхак Шалу, ізраїльський поет і письменник (*1918)
15 липня — Хаммер ДеРобурт, президент Науру (1968—1976) (*1922)
15 липня — Хенк ван дер Молен, нідерландський гітарист, композитор, автор пісень і карикатурист (*1920)
16 липня — Пельтцер Тетяна Іванівна, радянська акторка театру і кіно (*1904)
16 липня — Джанні Маньї, італійський актор, співак і артист кабаре (*1941)
17 липня — Вероніка Мурузі, французька журналістка (*1961)
17 липня — Канан Деві, індійська актриса та співачка (*1916)
18 липня — Гельмут Шмід, німецький актор і режисер (*1925)
18 липня — Ян Пеллебур, нідерландський синоптик (*1924)
19 липня — Аллен Ньюелл, американський науковець у галузі когнітивної психології і штучного інтелекту (*1927)
19 липня — загиблі внаслідок Вибуху на вулиці Д'Амеліо:
- Паоло Борселліно[en], італійський суддя та прокурор, борець із мафією (*1940)
- Волтер Едді Косіна[it], італійський поліцейський (*1961)
- Емануела Лой[it], італійська поліцейська (*1967)

19 липня — Лі Чан Хі, південнокорейський бізнесмен (*1933)
21 липня — Хосе Мануель Уртаїн, іспанський боксер (*1943)
21 липня — Явузер Четінкая, турецький актор і письменник (*1948)
22 липня — Давид Войнарович, американський митець та активіст боротьби зі СНІДом (*1954)
22 липня — Тото Карача, турецька акторка оперети, театру та кіно вірменського походження (*1912)
22 липня — Яків Хазан, ізраїльський політик і громадський діяч (*1899)
23 липня — Арлетті, французька кіноакторка (*1898)
23 липня — Сулейман Франжьє, президент Лівану (1970—1976) (*1910)
24 липня — Ілізаров Гаврило Абрамович, радянський хірург-ортопед, винахідник (*1921)
25 липня — Гунарс Цилінскіс, латвійський радянський актор (*1931)
25 липня — Аріс Сан, греко-ізраїльський співак і власник нічного клубу (*1940)
25 липня — Конрад Науман, німецький політик (*1928)
25 липня — Пола Ніренська, польська танцівниця та хореограф єврейського походження (*1910)
26 липня — Ло Шицін, гонконгський кіно- та телеартист (*1941)
26 липня — Мері Веллс, американська співачка (*1943)
26 липня — Рита Атрія, італійська свідок правосуддя, що співпрацювала в розслідуванні проти мафії Коза Ностра (*1974)
26 липня — Ясухару Ояма, японський гравець сьоґі (*1923)
27 липня — Єпіфанцев Георгій Семенович, радянський і російський актор театру і кіно (*1939)
27 липня — Амджад Хан, індійський актор і кінорежисер (*1943)
27 липня — Ентоні Салерно, американський мафіозі (*1911)
28 липня — Марія Райтер, коханка Адольфа Гітлера (*1909)
28 липня — Амар Уамран, алжирський революціонер (*1919)
29 липня — Жанна-Ірен Бія, перша дружина Президента Республіки Камерун Поля Бія (*1935)
29 липня — Кемаль Каяджан, турецький військовий і політик (*1915)
30 липня — Джо Шустер, канадсько-американський художник коміксів (*1914)
30 липня — Бренда Маршалл, американська кіноактриса (*1915)

## Серпень

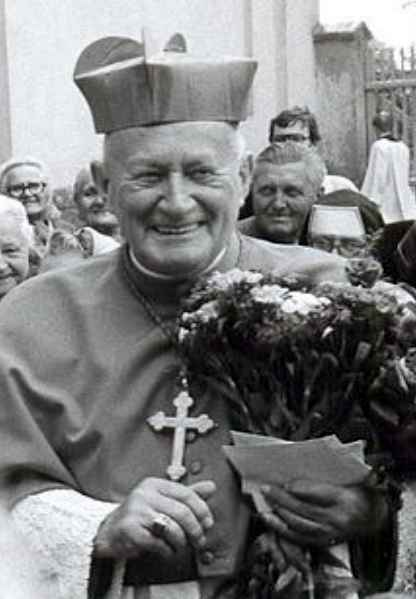
Франтішек Томашек
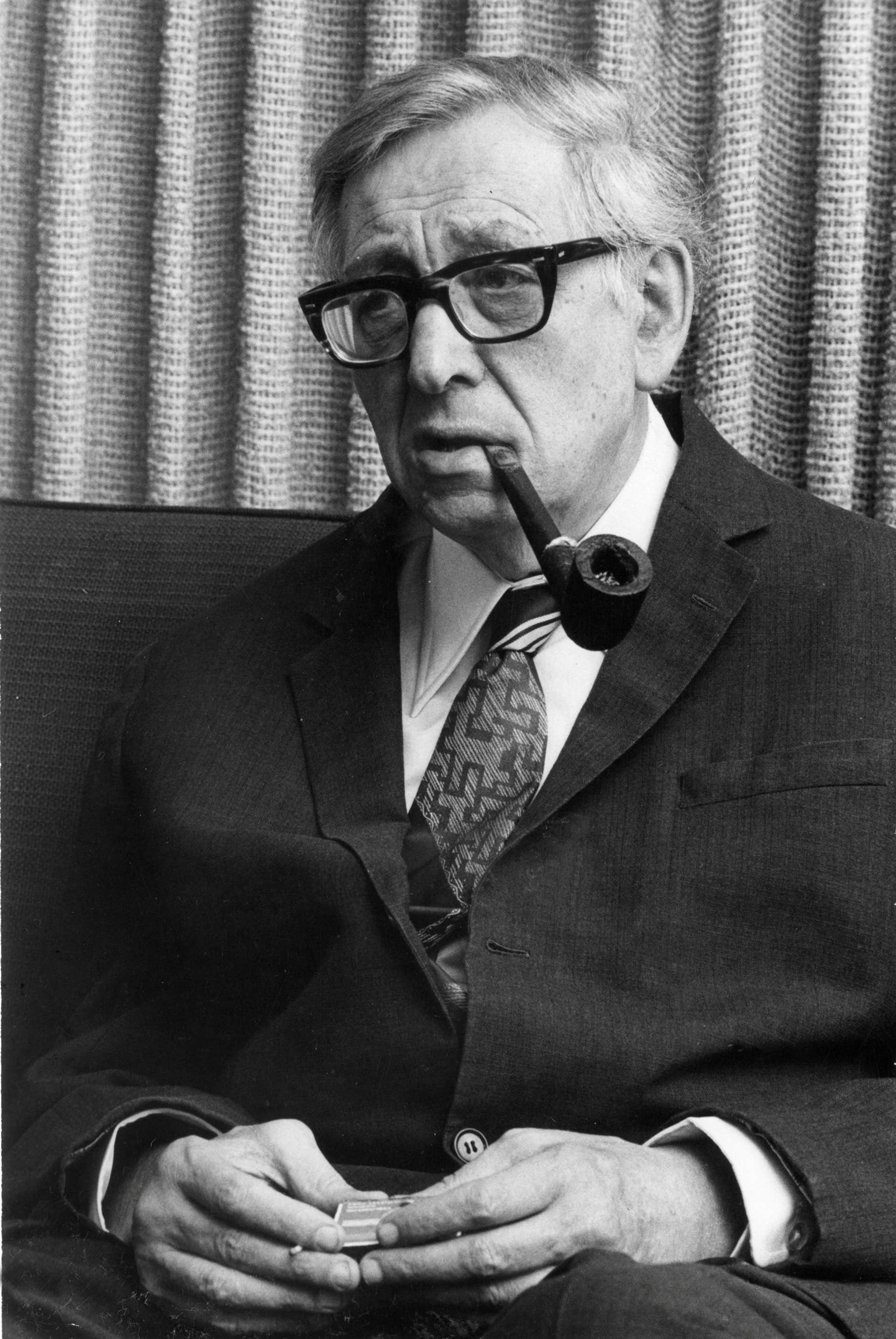
Шимон Агранат
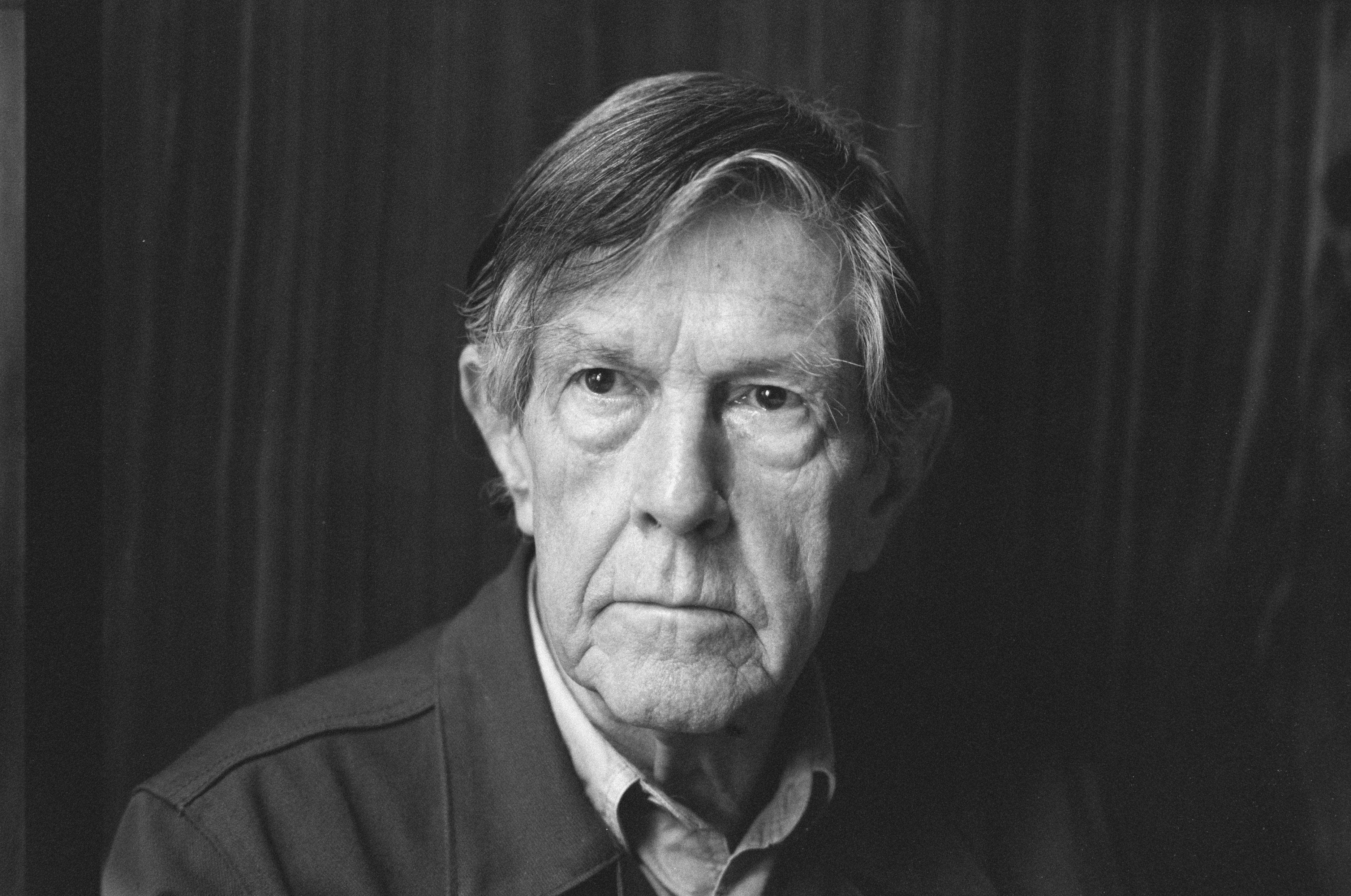
Джон Кейдж

1 серпня — Алігер Маргарита Йосипівна, російська поетеса, перекладачка (*1915)
1 серпня — Девід Кунг Лін-кан, бізнесмен китайського походження, нащадок Конфуція в 76-му поколінні (*1916)
2 серпня — Мішель Берже, французький співак, композитор, продюсер і автор пісень (*1947)
3 серпня — Ван Хунвень, китайський робітничий активіст і політик, член «Банди чотирьох» (*1935)
3 серпня — Еббе Карлсон, шведський журналіст і видавець (*1947)
3 серпня — Нгуен Тат Нієн, в'єтнамський поет (*1952)
4 серпня — Мацумото Сейто, японський письменник і журналіст (*1909)
4 серпня — Франтішек Томашек, чехословацький кардинал Римо-католицької церкви, богослов, політв'язень, архієпископ Празький (*1899)
4 серпня — Фумітаке Кішіда, японський політик (*1926)
5 серпня — Джефф Поркаро, американський музикант (*1957)
5 серпня — Ачют Патвардхан, індійський борець за незалежність, політичний лідер, філософ (*1905)
5 серпня — Бхагат Пуран Сінгх, індійський письменник, еколог і філантроп (*1904)
5 серпня — Танте Лін, нідерландська співачка (*1912)
6 серпня — Кей Саббан, німецька акторка (*1952)
7 серпня — Джон Андерсон, американський актор (*1922)
7 серпня — Маріуш Дмоховський, польський актор, депутат Сейму ПНР (*1930)
7 серпня — Ферейдун Фаррохзад, іранський шоумен, поет, актор, політичний активіст, співак і письменник (*1938)
8 серпня — Абу аль-Касім аль-Хої, ірансько-іракський шиїтський великий аятолла, марджа ат-таклід (*1899)
9 серпня — Айтекін Котіл, турецький політик, мер Стамбула (1977-80) (*1934)
9 серпня — Сюзанна Габріелло, французька актриса та співачка (*1932)
10 серпня — Аріберт Гайм, австрійський і німецький лікар, гауптштурмфюрер СС, військовий злочинець (*1914)
10 серпня — Шимон Агранат, голова Верховного суду Ізраїлю з 1965 по 1976 р. (*1906)
12 серпня — Джон Кейдж, американський композитор (*1912)
12 серпня — Кендзі Накагамі, японський письменник (*1946)
12 серпня — Мазун бінт Ахмад Аль Машані, друга дружина султана Маскату та Оману Саїда бін Теймура і мати султана Оману Кабуса бін Саїда (*1925)
13 серпня — Саджад Бакір Різві, пакистанський поет, дослідник, критик і педагог (*1928)
14 серпня — Тоні Вільямс, американський співак, вокаліст The Platters (*1928)
15 серпня — Джорджо Перласка, італієць, який врятував тисячі євреїв від знищення у 1944 році, праведник світу (*1910)
15 серпня — Анда Келугеряну, румунська актриса та співачка (*1946)
15 серпня — Мумтаз Хусейн, пакистанський критик, письменник, літературознавець (*1918)
17 серпня — Даніель Мендоза, аргентинський журналіст і телеведучий (*1943)
17 серпня — Лін Ден, тайванський підприємець (*1914)
18 серпня — Джон Стерджес, американський кінорежисер (*1910)
18 серпня — Крістофер Маккендлесс, американський мандрівник (*1968)
19 серпня — Сага Мічіко, японська актриса (*1935)
21 серпня — Зюхтю Мюрідоглу, турецький скульптор (*1906)
21 серпня — Ісідро Лангара, іспанський футболіст та тренер, за національністю баск (*1912)
25 серпня — Ніса Серезлі, турецька акторка кіно, театру, перекладачка і голосова акторка (*1928)
25 серпня — Засухін Микола Миколайович, радянський актор театру та кіно (*1922)
26 серпня — Артур Лі Аллен, головний підозрюваний у тому, що він був серійним вбивцею Зодіаком (*1933)
26 серпня — Джурджика Барлович, хорватська співачка (*1950)
26 серпня — Елі Абрам, ізраїльський військовик (*1963)
26 серпня — Нгуєн Тхі Дінь, перша жінка-генерал Народної армії В'єтнаму під час війни у В'єтнамі та перша жінка — віце-президент В'єтнаму (*1920)
27 серпня — Нікулічев Володимир Григорович, київський кримінальний авторитет, лідер злочинного угруповання (*1948)
27 серпня — Мулуд Касем Наїт Белкасем, алжирський політик, філософ, історик і письменник (*1927)
29 серпня — Фелікс Ґваттарі, французький психоаналітик, філософ і політичний активіст (*1930)
30 серпня — Казимирчак-Полонська Олена Іванівна, українська астрономиня (*1902)
30 серпня — Хідео Гоша, японський кінорежисер (*1929)
31 серпня — Вольфганг Гюлліх, німецький скелелаз та альпініст (*1960)
31 серпня — Касільда Ернаес, баскська анархістка (*1914)

## Вересень

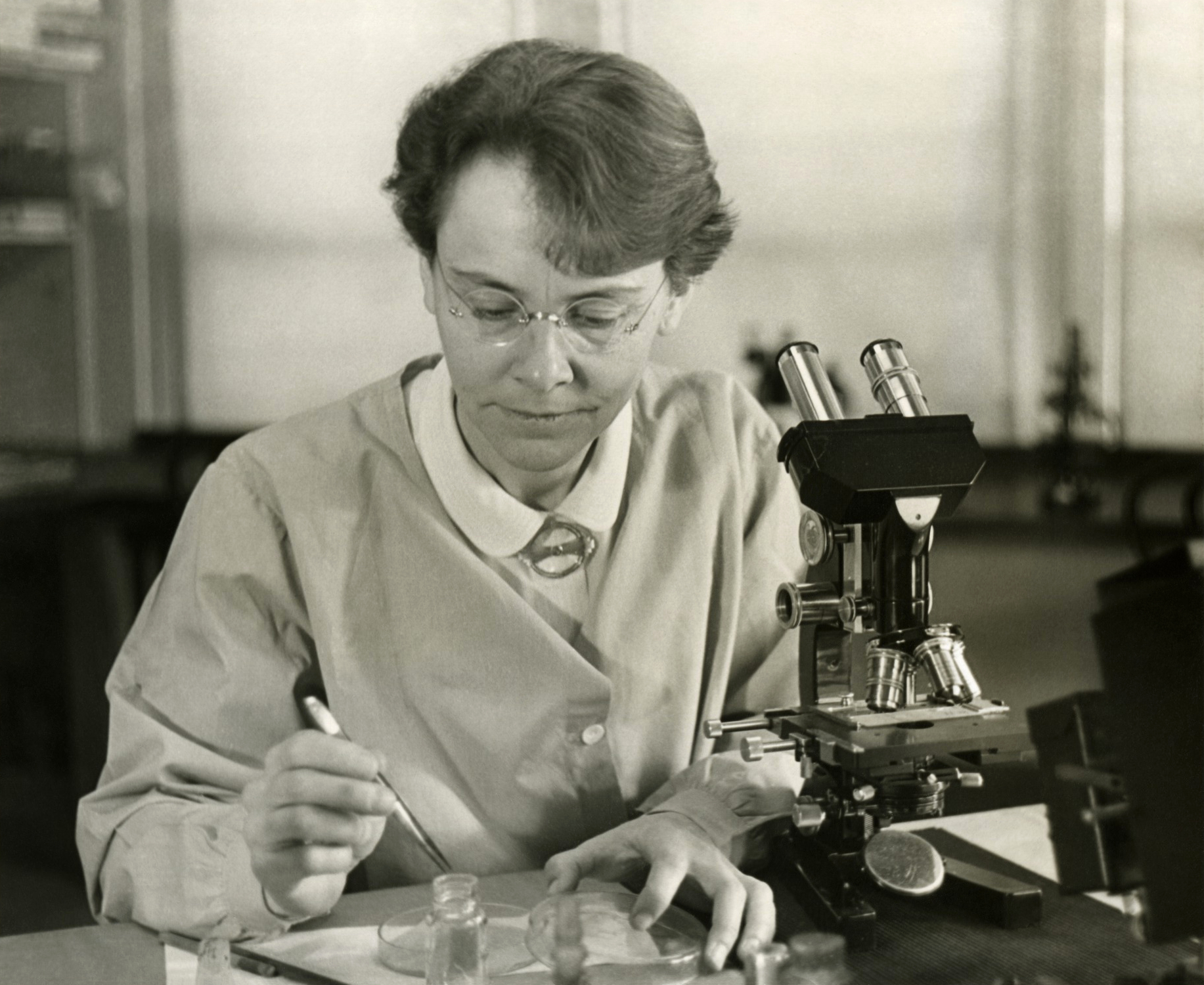
Барбара Мак-Клінток
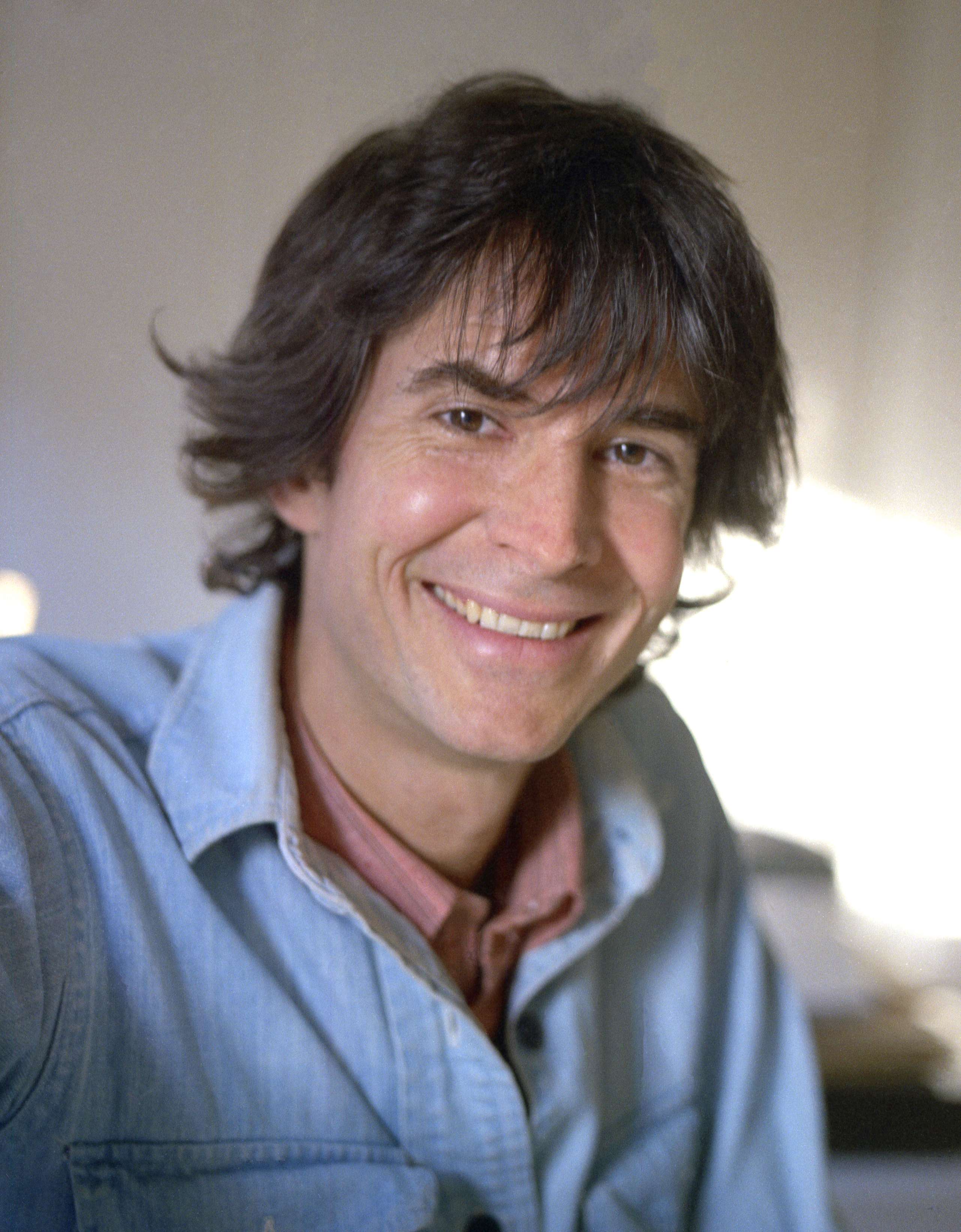
Ентоні Перкінс
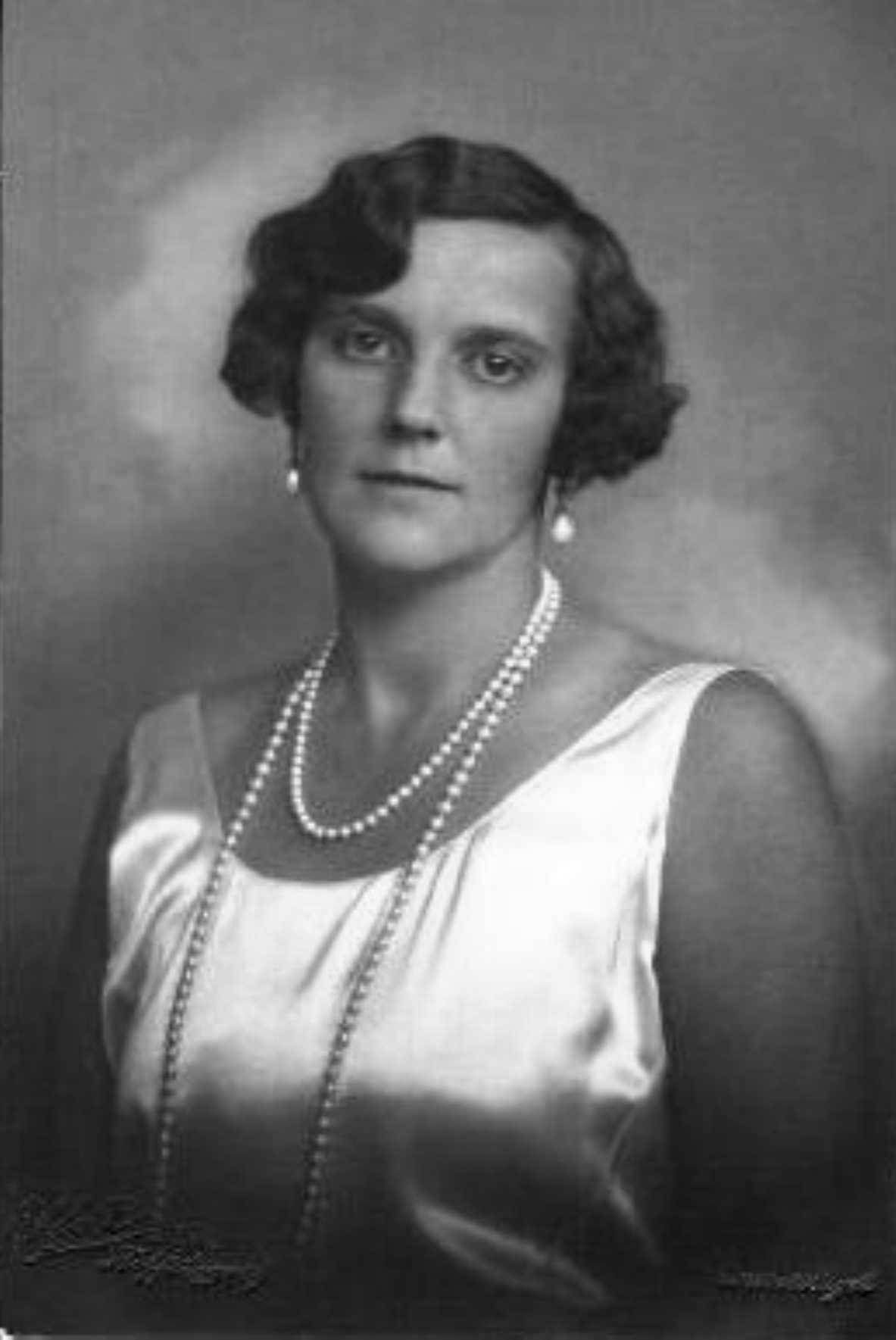
принцеса Маргарита Данська
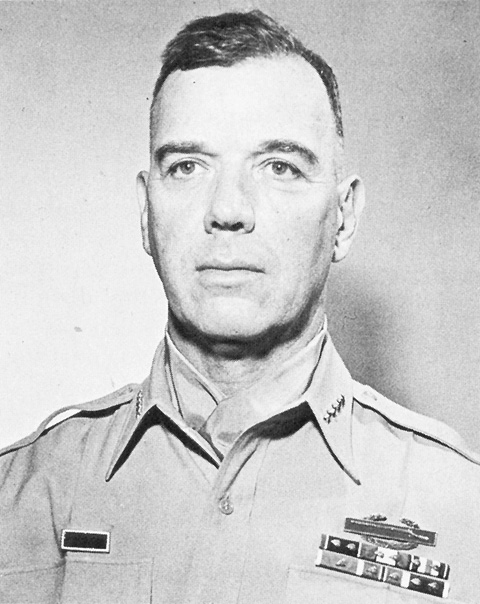
Джеймс Ван Фліт

1 вересня — Аліція Сольська-Ярошевич, польська журналістка, дружина прем'єр-міністра Пйотра Ярошевича, учасниця Варшавського повстання (*1925)
1 вересня — Пйотр Ярошевич, прем'єр-міністр Польщі (1970—1980) (*1909)
1 вересня — Ярослав Зєтара, польський журналіст (*1968)
2 вересня — Барбара Мак-Клінток, американська вчена-цитогенетик, лауреатка Нобелівської премії з фізіології або медицини 1983 (*1902)
2 вересня — Нам Чон Ім, південнокорейська актриса (*1945)
3 вересня — Нікітченко Віталій Федотович, український радянський кадебіст, депутат (*1908)
3 вересня — Махмуд Хессабі, іранський фізик-ядерник і політик (*1903)
5 вересня — Фріц Лайбер, американський письменник-фантаст німецького походження (*1910)
6 вересня — Джеват Куртулуш, турецький актор театру і кіно, комік (*1922)
6 вересня — Мервін Джонс, валлійський актор (*1899)
7 вересня — Кім Джон Ньоль, прем'єр-міністр Південної Кореї (1987—1988) (*1917)
7 вересня — Артуро Домінічі, італійський актор і актор озвучування (*1916)
10 вересня — Ганнс Шарфф, німецький офіцер-допитувач часів Другої світової війни (*1907)
11 вересня — Ейдзі Ґо, японський актор (*1937)
12 вересня — Ентоні Перкінс, американський актор та режисер (*1932)
12 вересня — Накі Ісанбет, татарський письменник, поет, драматург, прозаїк, вчений-фольклорист і філолог (*1899)
12 вересня — Маллікарджун Мансур, індійський співак (*1910)
12 вересня — Рон Вудруф, американський електрик, засновник «Далласького клубу покупців» (*1950)
15 вересня — Кривенький Степан Федорович, український волинський музикант, поет, самодіяльний композитор (*1941)
15 вересня — Шубхендра Шанкар, індійський художник-графік, музикант і композитор, син Раві Шанкара (*1942)
16 вересня — Ларбі Бенбарек, марокканський футболіст (*1917)
17 вересня — Айша Ібрагім, кувейтська актриса (*1944)
17 вересня — Ерівельто Мартінш, бразильський композитор, співак, музикант і актор (*1912)
17 вересня — Ігнаціо Сальво, італійський підприємець та мафіозі, пов'язаний із Коза Ностра (*1931)
17 вересня — Шаляпін Федір Федорович, американський та італійський актор, син російського оперного співака Федора Шаляпіна (*1905)
17 вересня — Масове вбивство в ресторані Міконос:
- Садег Шарафканді[en], курдський політичний активіст (*1938)
- Хомаюн Ардалан[en], курдський політичний активіст (*1950)
- Фаттах Абдуллі[fa], курдський політичний активіст (*1961)

18 вересня — Маргарита Данська, принцеса Данії та Ісландії з династії Глюксбургів (*1895)
18 вересня — Мохаммад Хідаятулла, в.о. президента Індії у 1969, 1982, 1983 та 1984 р.р. (*1905)
19 вересня — Кенні Ховард, американський мотоциклетний механік, художник, майстер ліновки, металообробки і зброяр (*1929)
20 вересня — Девід Стівел, аргентинський та колумбійський письменник, продюсер і режисер кіно та телебачення (*1930)
20 вересня — Муса Антер, турецький письменник, поет і журналіст курдського походження (*1920)
20 вересня — Хікмат Вехбе, ліванський журналіст і актор (*1951/52)
21 вересня — Білл Вільямс, американський актор (*1915)
21 вересня — Гаррі Дж. Зоннеборн, американський бізнесмен (*1916)
22 вересня — Козак Едвард Теодорович, український карикатурист, гуморист, художник, письменник, іконописець, редактор і видавець (*1902)
23 вересня — Джеймс Ван Фліт, американський військовик, який брав участь у Першій світовій війні, Другій світовій війні та Корейській війні (*1892)
23 вересня — Ісаак Вудард, американський військовий, жертва расового насильства (*1919)
23 вересня — Ісо Леро «Джамба», югославський гангстер (*1953)
23 вересня — Калян Сундарам, індійський державний службовець (*1904)
23 вересня — Мері Сантпере, іспанська каталонська кіно- та телеактриса (*1913)
24 вересня — Лучук Володимир Іванович, український письменник (*1934)
24 вересня — С.М. Сікрі, головний суддя Індії (1971—1973) (*1908)
24 вересня — Хіроо Терада, японський художник манги (*1931)
25 вересня — Іван Вдович, югославський музикант (*1960)
25 вересня — Кадзуко Мацуо, японська співачка (*1935)
25 вересня — Сезар Манріке, іспанський живописець, скульптор і художник (*1919)
26 вересня — Суйменкул Чокморов, радянський киргизький актор, художник (*1939)
27 вересня — Жигмунт Коморовський, польський африканіст, соціолог, антрополог, професор, дипломат, військовик, поет (*1925)
28 вересня — Ху Цяому, китайський соціолог, марксистський філософ і політик (*1912)

## Жовтень

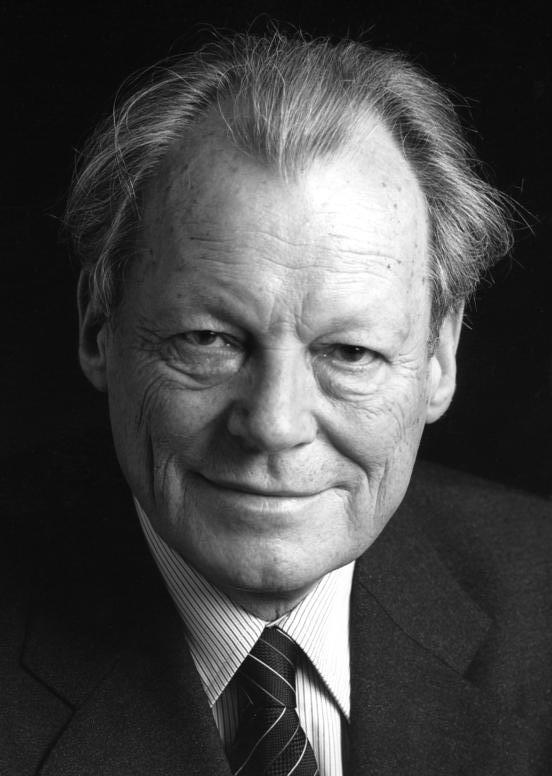
Віллі Брандт
Іван Світличний

1 жовтня — Петра Келлі, німецька політикиня і екофеміністка (*1947)
1 жовтня — Герт Бастіан, німецький генерал-майор і політик (*1923)
1 жовтня — Хосе Насіменту Кардозу, учасник бразильського кантрі-дуету Alan & Aladim (*1956)
2 жовтня — Сабиха Бенгюташ, перша турецька жінка-скульптор (*1904)
3 жовтня — Мао Сен, військовик материкового періоду Республіки Китай (*1908)
3 жовтня — Рабіндранат Шрівастава, індійський гінді-мовний лінгвіст і філософ (*1936)
4 жовтня — Денні Гальм, новозеландський автогонщик (*1936)
4 жовтня — Мохаммед Беназіза, французький культурист алжирського походження (*1959)
5 жовтня — Едді Кендрікс, американський співак-тенор і автор пісень (*1939)
6 жовтня — Денхолм Елліотт, англійський актор (*1922)
7 жовтня — Аллан Блум, американський філософ (*1930)
7 жовтня — Тевфік Есенч, представник черкеської громади Туреччини, останній носій убихської мови (*1904)
7 жовтня — Августо Даоліо, італійський співак, автор пісень і дизайнер (*1947)
8 жовтня — Віллі Брандт, федеральний канцлер ФРН (1969—1974), лауреат Нобелівської премії миру 1971 (*1913)
8 жовтня — Роберт Берделла, американський серійний вбивця (*1949)
8 жовтня — Роберт Ратоні, угорський актор, викладач, театральний режисер, письменник, публіцист (*1923)
9 жовтня — Єнджей Гертич, польський політик, дипломат і публіцист (*1903)
9 жовтня — Мухаммед Махмуд Аль-Саваф, іракський мусульманський вчений та проповідник (*1915)
9 жовтня — Хуанма Суарес Фернандес, іспанський баскський панк-музикант (*1962)
12 жовтня — Александер Пола, нідерландський актор і комік (*1914)
12 жовтня — Северо Гомес, бразильський політик (*1924)
12 жовтня — Улісс Гімарайнш, бразильський політик і юрист (*1916)
13 жовтня — Ківако Тайчі, японська кіноактриса (*1943)
15 жовтня — Талвіндер Сінгх Пармар, сикхський бойовик, організатор вибуху в літаку рейсу 182 Air India у 1985 році (*1944)
16 жовтня — Владислав Шейбал, польський актор і режисер (*1923)
16 жовтня — Ґанеш Ґош, активіст незалежності Індії, революціонер і політик (*1900)
16 жовтня — Торбйорн Морк, норвезький лікар і державний службовець (*1928)
17 жовтня — Герман Йоганнес, індонезійський вчений, політик, національний герой Індонезії (*1912)
19 жовтня — Артур Вінт, ямайський легкоатлет, бігун-спринтер (*1920)
20 жовтня — Коча Попович, сербський і югославський політик і військовик (*1908)
21 жовтня — Джим Гаррісон, окружний прокурор округу Орлеан, штат Луїзіана, з 1962 по 1973 р., розслідувач вбивства Дж. Ф. Кеннеді (*1921)
22 жовтня — Клівон Літтл, американський актор (*1939)
23 жовтня — Банін, французька письменниця азербайджанського походження (*1905)
24 жовтня — Поліщук Володимир Валерійович, київський кримінальний авторитет (*1959)
25 жовтня — Світличний Іван Олексійович, український літературознавець, мовознавець, літературний критик, поет, перекладач, дисидент, діяч шістдесятництва (*1929)
25 жовтня — Роджер Міллер, американський співак і автор пісень (*1936)
27 жовтня — Аделіну да Палма Карлуш, прем'єр-міністр Португалії у 1974 р. (*1905)
27 жовтня — Девід Бом, американо-бразильсько-британський вчений, фізик-теоретик (*1917)
28 жовтня — Александар Кнежевич Кнеле, сербський злочинець (*1971)
30 жовтня — Алдя-Теодорович Дойна Георгіївна, молдовська співачка (*1958)
30 жовтня — Алдя-Теодорович Іон Христофорович, молдовський поет, композитор і співак (*1954)
30 жовтня — Джоан Мітчелл, американська художниця (*1925)

## Листопад

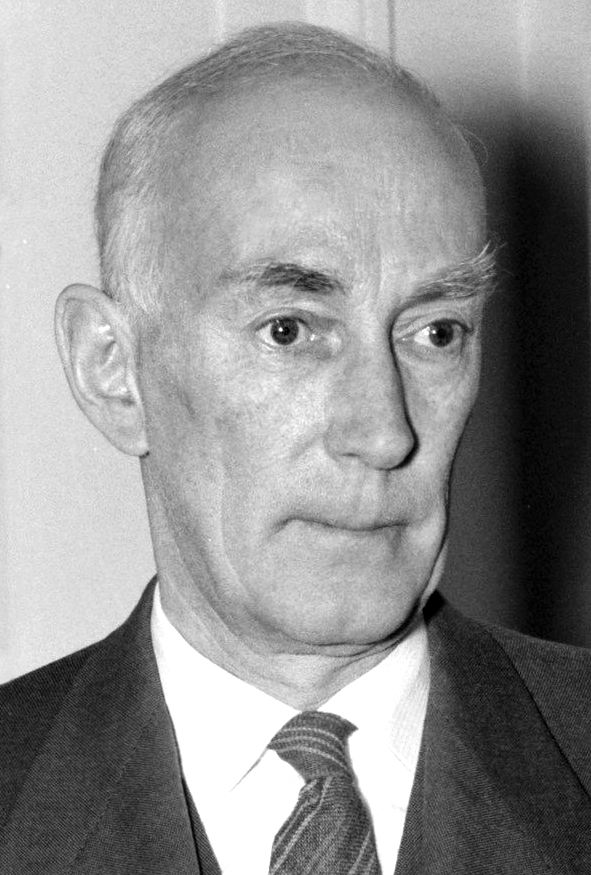
Ян Гендрик Оорт
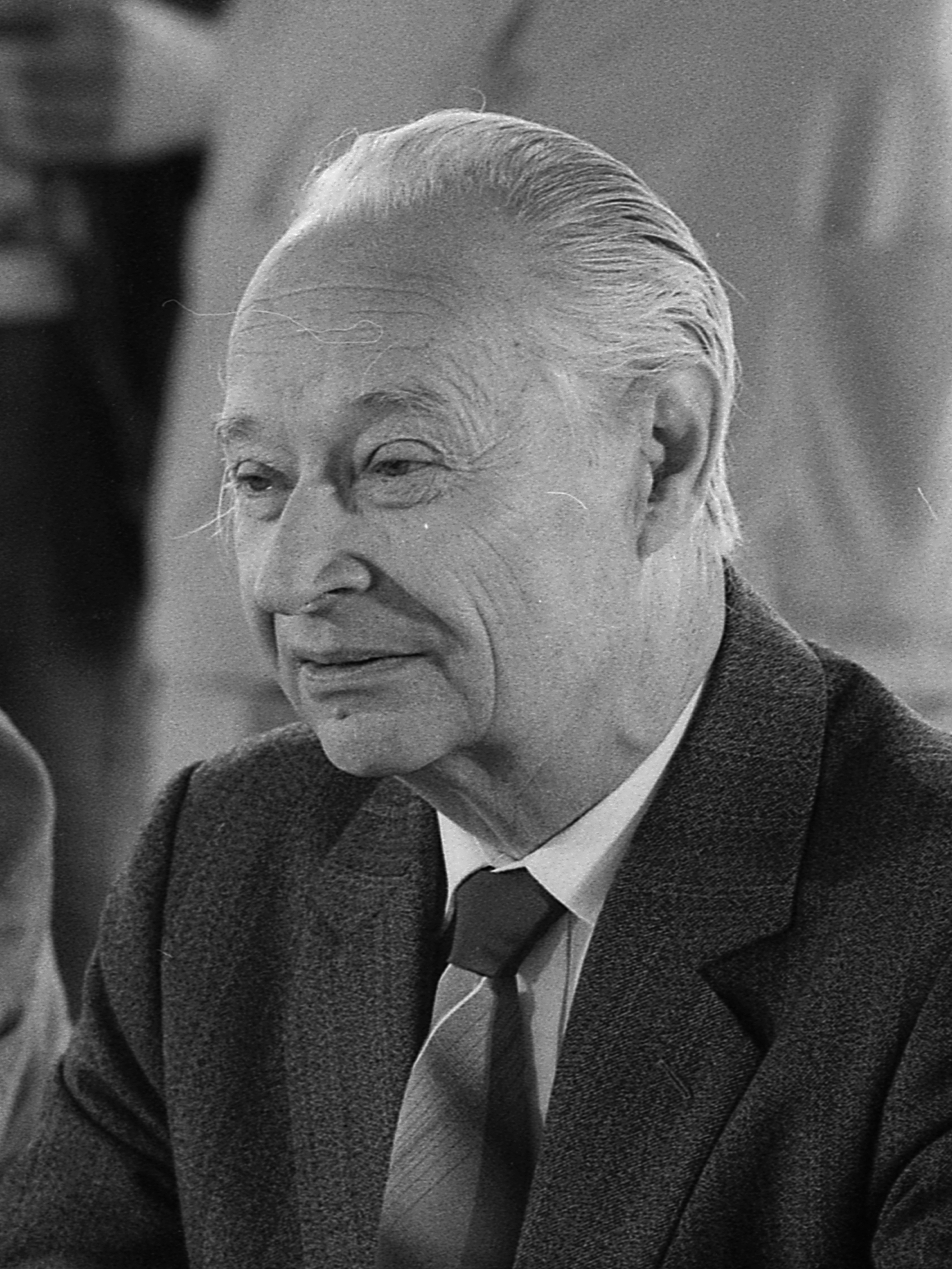
Александер Дубчек
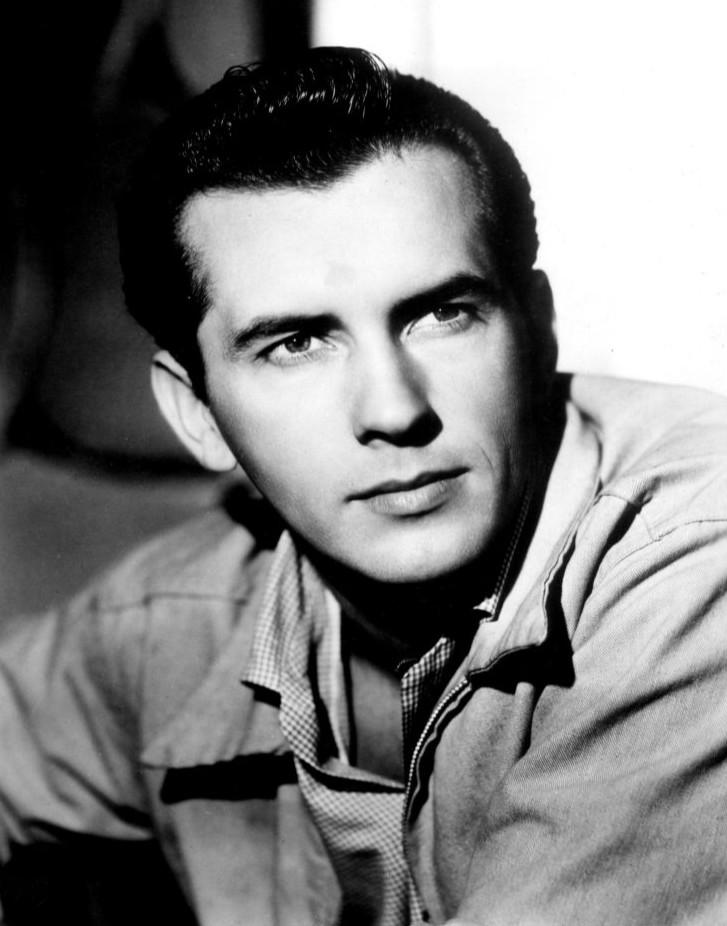
Джек Келлі
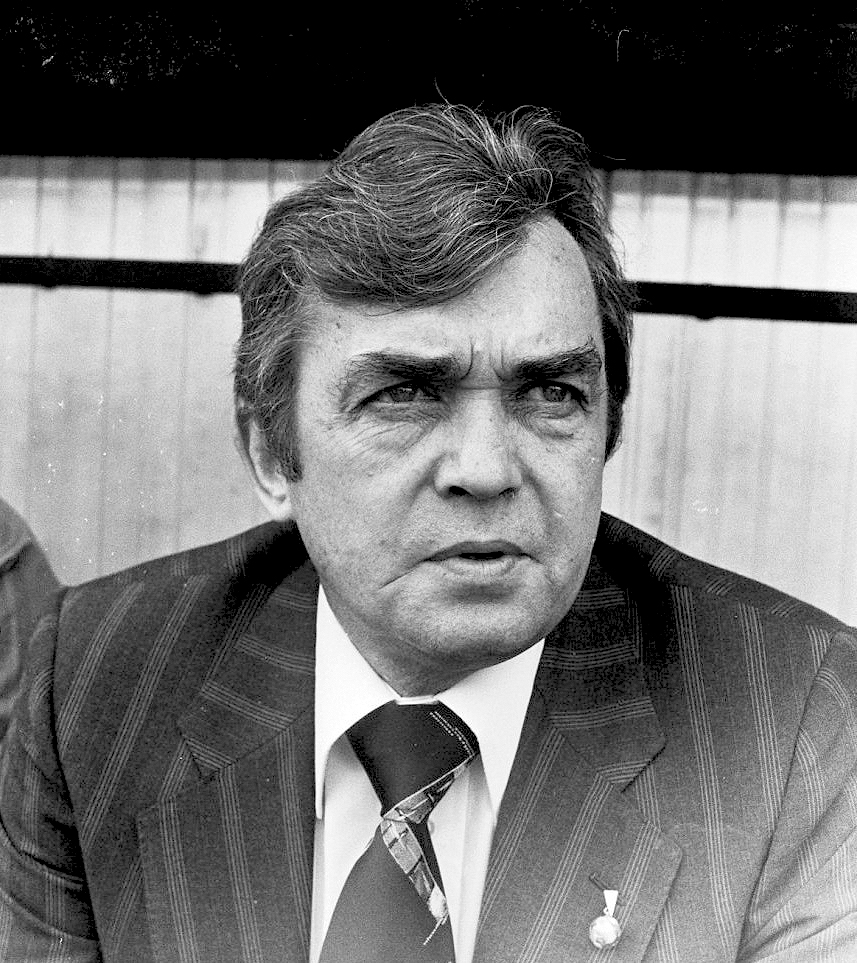
Ернст Гаппель
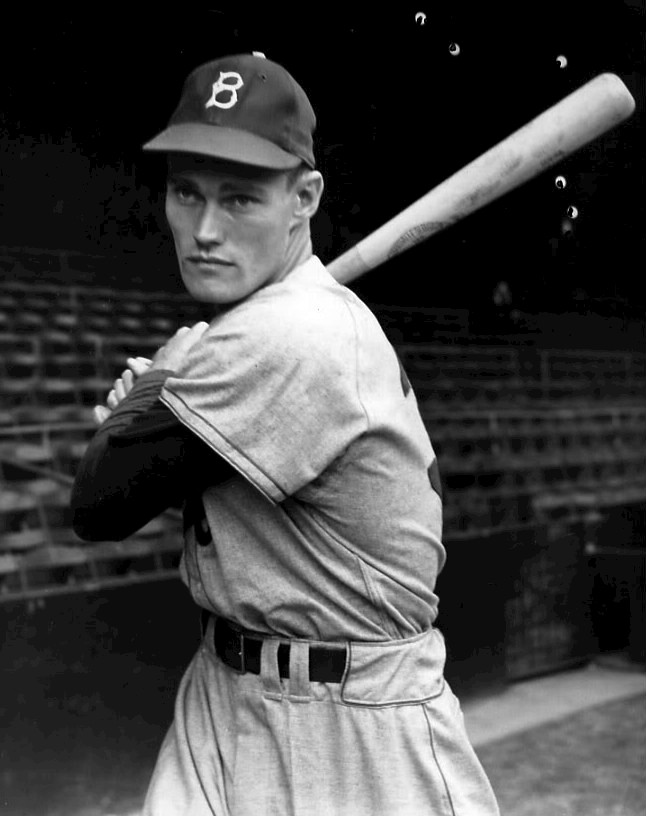
Чак Коннорс

1 листопада — Зекі Алпан, турецький кіноактор, сценарист, режисер і гример (*1908)
2 листопада — Гарольд Роуч, американський продюсер, режисер та актор (*1892)
2 листопада — Вінченцо Бальцамо, італійський політик (*1929)
3 листопада — Джина Сутан Асвар, індонезійська студентка, жертва вбивства (*1964)
3 листопада — Ласло Чаканьї, угорський актор (*1921)
3 листопада — Прем Нат, індійський актор і режисе (*1926)
3 листопада — Франко Караччоло, італійський актор і дворянин, член княжої родини Караччоло (*1944)
4 листопада — Віллем Сіббелі, нідерландський актор (*1918)
4 листопада — Дарек Вострел, чеський актор, співак, сценарист, театральний діяч (*1929)
4 листопада — Карлос Імперіал, діяч бразильського шоу-бізнесу (*1935)
4 листопада — Людвік Бенуа, польський актор театру і кіно (*1920)
5 листопада — Арпад Ело, американський професор, що розробив систему індивідуальних коефіцієнтів шахістів — рейтинг Ело (*1903)
5 листопада — Ян Гендрик Оорт, нідерландський астроном (*1900)
6 листопада — Келвін Грем, наймолодший військовослужбовець США, який служив і воював під час Другої світової війни (*1930)
6 листопада — Ле Гіен Май, в'єтнамський військовик і політик (*1918)
7 листопада — Александер Дубчек, словацький державний діяч, фактичний лідер Чехословаччини з січня 1968 по квітень 1969 р. і після «Оксамитової революції» з 1989 по 1992 р. (*1921)
7 листопада — Річард Єйтс, американський письменник-фантаст (*1926)
7 листопада — Джек Келлі, американський кіно- та телеактор (*1927)
8 листопада — Ганна Скаржанка, польська актриса театру, кіно і телебачення, співачка (*1917)
9 листопада — Вовк Анатолій Іванович, український інженер-хімік, фахівець з української термінології (*1921)
10 листопада — Чак Коннорс, американський актор, письменник, професійний гравець у баскетбол і бейсбол (*1921)
11 листопада — Ерл Мідоус, американський легкоатлет (стрибки з жердиною) (*1913)
12 листопада — Джуліо Карло Арган, італійський політик, редактор і письменник (*1909)
12 листопада — Еміліо Рекоба, уругвайський футболіст (*1904)
13 листопада — Карін Брандауер, австрійська кінорежисерка та сценаристка (*1945)
13 листопада — Масіхулла Хан, індійський ісламський учений (*1911/1912)
13 листопада — Міріам Гарсія Іборра, Антонія Гомес Родрігес і Дезіре Ернандес Фолч, відомі як Дівчата з Алькассеру, іспанські дівчата-підлітки, жертви злочину
14 листопада — Ернст Гаппель, австрійський футболіст та тренер (*1925)
15 листопада — Штогаренко Андрій Якович, радянський український композитор, педагог, музично-громадський діяч (*1902)
16 листопада — С.Х. Сіматупанг, індонезійський державний службовець і політик (*1918)
17 листопада — Одрі Лорд, американська феміністська письменниця, поетеса, бібліотекарка, активістка боротьби за громадянські права (*1934)
17 листопада — Лу Яо, китайський письменник (*1949)
17 листопада — Тодд Армстронг, американський актор (*1937)
18 листопада — Малак Суккар, сирійська актриса (*1946)
18 листопада — Раду Тудоран, румунський письменник (*1910)
19 листопада — Діана Варсі, американська акторка (*1938)
20 листопада — Тран Тхі Лі, в'єтнамська революційна активістка і військова (*1933)
21 листопада — Кейсон Фомвіхан, прем'єр-міністр Лаосу (1975—1991), президент Лаосу (1991—1992) (*1920)
22 листопада — Стерлінг Голловей, американський актор (*1905)
22 листопада — Дубинін Віктор Петрович, радянський і російський воєначальник (*1943)
23 листопада — Рой Акуфф, американський кантрі-співак, скрипаль і промоутер (*1903)
23 листопада — Васфі Риза Зобу, турецький актор (*1902)
23 листопада — Парвіз Дехдарі, іранський футболіст і тренер (*1935)
24 листопада — Рафаель Гарсія Еррерос, колумбійський католицький священник (*1909)
24 листопада — Теодор Міллер Едісон, американський бізнесмен, винахідник і еколог, син винахідника Томаса Едісона (*1898)
25 листопада — Джозеф Артур Анкра, ганський політичний та військовий діяч, голова урядової Ради національного визволення Республіки Гана у 1966—1969 роках, керівник військового перевороту 1966 року (*1915)
27 листопада — Даніель Сантос, пуерториканський співак, автор пісень, музикант і диригент (*1916)
28 листопада — Сідні Нолан, австралійський художник-сюрреаліст (*1917)
28 листопада — Вілле Салмінен, фінський кіноактор, режисер, сценарист і продюсер (*1908)
28 листопада — Роланд Смінк, нідерландський комік і вуличний музикант (*1957)
28 листопада — Тран Тан Хау (І Ван), в'єтнамський музикант (*1933)
29 листопада — Еміліо Пуччі, італійський аристократ, модельєр і політик (*1914)
29 листопада — Жан Д'єдонне, французький математик, причетний до псевдоніму Ніколя Бурбакі (*1906)
29 листопада — Грейді Стайлз, американський виконавець фрік-шоу та вбивця (*1937)
30 листопада — Августо Сезар Ваннуччі, бразильський кіноактор, режисер і телепродюсер (*1934)
30 листопада — Хорхе Донн, аргентинський танцюрист (*1947)

## Грудень
1 грудня — Вонг-Нуї Фунг, китайська актриса та кантонська оперна співачка з Гонконгу (*1925)
3 грудня — Нуреддін аль-Атасі, прем'єр-міністр Сирії (1968—1970) (*1929)
3 грудня — Салах Кейн, єгипетський актор (*1931)
5 грудня — Моніша Унні, індійська актриса (*1971)
6 грудня — Майборода Георгій Іларіонович, український радянський композитор, брат композитора Платона Майбороди (*1913)
6 грудня — Генк Ворден, американський актор (*1901)
6 грудня — Дар'ятмо, індонезійський військовий і державний діяч (*1925)
9 грудня — Вінсент Гарденія, італо-американський актор (*1920)
9 грудня — Жоффруа Шодрон де Курсель, французький дипломат (*1912)
9 грудня — Луїс Гальего Санчес «Король Луїзіто», іспанський співак, автор пісень і музичний керівник (*1945)
9 грудня — Франко Франкі, італійський актор, комік, співак і телеведучий (*1928)
9 грудня — Ях'я Хаккі, єгипетський письменник (*1905)
10 грудня — Мусаїд бін Абдул Рахман Аль Сауд, державний діяч Саудівської Аравії, член Дому Саудів (*1922)
11 грудня — Майкл Роббінс, англійський актор і комік (*1930)
12 грудня — Алі Аміні, прем'єр-міністр Ірану (1961—1962) (*1905)
13 грудня — Александар Тирнанич, югославський футболіст (*1910)
13 грудня — Сатінат Мухопадхяй, бенгальський музикант (*1923)
15 грудня — Свен Дельбланк, шведський прозаїк, драматург, критик і літературознавець (*1931)
15 грудня — Аднан Озтрак, турецький чиновник (*1915)
15 грудня — Марчелло Мартана, італійський актор і артист кабаре (*1923)
16 грудня — Антон Колхаас, нідерландський прозаїк, сценарист і рецензент (*1912)
17 грудня — Ґюнтер Андерс, австрійський письменник, філософ німецько-єврейського походження (*1902)
17 грудня — Дена Ендрюс, американський актор (*1909)
18 грудня — Генрієтта фон Ширах, німецька письменниця, дружина нациста Бальдура фон Шираха (*1913)
18 грудня — Марк Гудсон, американський телевізійний продюсер (*1915)
18 грудня — Юзеф Нальберчак, польський актор (*1926)
19 грудня — Герберт Гарт, англійський філософ і теоретик права (*1907)
19 грудня — Джанні Брера, італійський журналіст і письменник (*1919)
20 грудня — А. Хамід Арієф, індонезійський актор (*1914)
21 грудня — Альберт Кінг, американський блюзовий гітарист, співак, композитор, автор пісень, продюсер (*1923)
21 грудня — Мільштейн Натан Миронович, українсько-американський скрипаль (*1904)
21 грудня — Стелла Адлер, американська актриса та викладач акторської майстерності (*1901)
21 грудня — Куач Тан, в'єтнамський поет (*1910)
22 грудня — Боладжі Бадеджо, нігерійський образотворчий художник і актор (*1953)
22 грудня — Прем Матур, перша індійська жінка-пілот на комерційному літаку (*1910)
23 грудня — Гвідо Бауман, швейцарський журналіст (*1926)
23 грудня — Едді Хейзел, американський гітарист і співак (*1950)
23 грудня — Ядвіга Хойнацька, польська актриса, режисерка і театральна діячка (*1900)
24 грудня — Пейо, бельгійський автор коміксів і художник (*1928)
24 грудня — Абдулкадір Віджоджоатмоджо, військовик, дипломат і чиновник Голландської Ост-Індії (*1904)
25 грудня — Хоанг Куок В'єт, в'єтнамський політик (*1905)
26 грудня — Джон Кемені, американський математик та фахівець з інформатики, з угорських євреїв (*1926)
28 грудня — Даніелла Перес, бразильська актриса і танцівниця (*1970)
28 грудня — Отто Лара Резенде, бразильський журналіст і письменник (*1922)
30 грудня — Михайло Лалич, чорногорський письменник, сценарист та журналіст (*1914)
31 грудня — Лусіне Закарян, вірменська оперна співачка (*1937)

## Місяць невідомий
1992 — Ао Зай Цай, тайванський актор кіно і телебачення (*1916)
1992 — Цзінь Юньїн, китайська принцеса маньчжурського походження, сестра імператора Пуї (*1913)
1992 — Ургент Аджул, алжирський революціонер (*1922)
1992 — Абла Назіра, єгипетська авторка кулінарних книг (*1902)
1992 — Ламія Тауфік, іракська співачка (*1937)
1992 — Садег Аміразізі, іранський військовик і політик (*1905)
1992 — Гарафі Гасанов, татарський письменник і перекладач (*1921)